# Pandémie de Covid-19 en Belgique
La pandémie de Covid-19 est une crise sanitaire majeure provoquée par une maladie infectieuse émergente signalée fin 2019 en Chine continentale, la maladie à coronavirus 2019, dont l'agent pathogène est le SARS-CoV-2. Ce virus est à l'origine d'une pandémie (affectant tous les continents), déclarée le 11 mars 2020 par l'Organisation mondiale de la santé. En Belgique, elle commence lorsque neuf Belges sont rapatriés, le 1er février, de Hubei (Chine), par un des vols d'évacuation arrivant à la base aérienne de Melsbroek à Bruxelles. Ces dix[contradictoire : 9 ou 10 ?] personnes ont subi un test de dépistage du SARS-CoV-2 : les personnes positives ont été placées en quarantaine à l'hôpital Saint-Pierre de Bruxelles, tandis que les personnes négatives ont été placées en quarantaine à l'hôpital militaire Reine Astrid à Neder-Over-Heembeek pendant 14 jours.
Cette page reprend les principales mesures prises par le gouvernement fédéral (Belgique) pour organiser le confinement et assurer une distanciation physique efficace pour ralentir la propagation du coronavirus SARS-CoV-2. Elle résume aussi les points presse quotidiens réalisés par l'organisme de santé publique belge Sciensano sur l'évolution de la pandémie et s'efforce d'illustrer les données statistiques brutes partagées en opendata depuis le 31 mars 2020 par l'Organisme de santé publique.
Le Service public fédéral Santé publique, Sécurité de la chaîne alimentaire et Environnement a mis en place un portail d'informations à destination des citoyens et des voyageurs.

## Historique

### Résumé des événements de 2020

Graphique.

Le 10 mars 2020, le Gouvernement wallon décrète l'interdiction des visites dans les maisons de repos du sud du pays ; la mesure est d'application dès le lendemain. Le 11 mars 2020, le SPF Santé publique annonce le premier décès dû à une infection au coronavirus SARS-CoV-2. Le 13 mars 2020, la Fédération Wallonie-Bruxelles annonce que les cours sont suspendus à dater du lundi 16 mars pour l'ensemble des écoles, tous réseaux confondus. Une garderie est néanmoins organisée par les pouvoirs organisateurs afin d'assurer une continuité dans la prise en charge des enfants dont les parents n'auraient pas d'autres possibilités pour la garde de leurs enfants, le recours aux grands-parents étant à éviter dans la mesure du possible. La mesure est maintenue durant les vacances de Pâques. Le 17 mars, Sophie Wilmès, à la tête d'un gouvernement formé en urgence, annonce un confinement de la population qui sera effectif le lendemain, 18 mars à midi et ce jusqu'au 5 avril. Le 27 mars 2020, les responsables politiques et les experts de la santé décident, à l'issue d'un Conseil national de sécurité, d'un prolongement de la mesure jusqu'au 19 avril.
À partir du 10 avril 2020, face à la mortalité importante enregistrée dans les maisons de repos, débute un test systématique tant du personnel que des résidents. 210 000 tests seront effectués durant les trois semaines suivantes dans ce cadre. Le 15 avril, lors de la conférence de presse qui se tint à l'issue du Conseil national de sécurité, Sophie Wilmès annonce la prolongation des mesures jusqu'au 3 mai. À partir du lundi 20 avril, certains secteurs d'activité peuvent néanmoins reprendre comme les enseignes de jardinage ou de bricolage pour peu que les mesures de distanciation soient assurées. Enfin, une personne, toujours identique, sera autorisée à rendre visite à un proche en maison de repos ou en institution d'hébergement pour personnes souffrant d'un handicap. Le 24 avril, à l'issue d'un nouveau Conseil national de sécurité, Sophie Wilmès annonce la levée progressive des mesures de confinement qui comportera deux phases (la première étant scindée en deux). La mise en application du déconfinement restait cependant tributaire de l'évolution des indicateurs sanitaires. L'évolution de ceux-ci restant encourageante, ces mesures sortent leurs effets les 4, 11 et 18 mai avec respectivement et de manière non exhaustive, le 4 mai, réouverture de certains commerces de détail comme les merceries, imposition du port du masque dans les transports en commun; le 11 mai, ouverture des commerces à l'exception notable du secteur de l'horeca et 18 mai, reprise progressive dans l'enseignement (priorité donnée aux fins de cycles).
La phase trois du déconfinement est lancée le 8 juin 2020 et consiste en un important assouplissement des règles jusqu'alors en vigueur puisque désormais, la liberté devient la norme et les interdits, l'exception. La Belgique rouvre ses frontières le 15 juin 2020 (de et vers l'Europe). Deux autres phases de déconfinement sont programmées en juillet (phase 4) et en septembre (phase 5). Le 19 octobre, à la suite d'une augmentation importante des hospitalisations, de nouvelles mesures sont appliquées, dont un couvre-feu de minuit à 5 h du matin et la fermeture des bars et restaurants et une limitation des contacts sociaux,.

### Première propagation du virus

Évolution des admissions/sorties journalières et lits occupés dans les hôpitaux (date des données 12 juin 2020).

Progression des nouveaux cas selon une et (date des données 12 juin 2020).

Temps nécessaire pour doubler le nombre de cas confirmés (date des données 12 juin 2020).
NB : Une diminution du temps de doublement ne signe pas forcément une recrudescence de l'épidémie. En l'absence d'incidence sur la courbe des hospitalisations 10 jours après cette diminution, il est probable que celle-ci soit liée à l'augmentation des tests de dépistage réalisés et, par conséquent, à la détection accrue de cas Covid positifs.

### Plan de gestion de risque
Le gouvernement fédéral dispose d'un « plan de gestion de risque » du SPF Santé publique. Ce plan comporte trois phases :
- Phase 1 : Maintenir le virus hors du pays le plus longtemps possible grâce à une surveillance adéquate du territoire. Une procédure de quarantaine est « parfois » effectuée.

- Phase 2 : Le virus est identifié dans le pays. Pour arrêter la propagation, « toutes les personnes avec lesquelles ils ont eu des contacts étroits (famille, collègues, autres voyageurs) sont répertoriées, contactées et également placées sous surveillance. Si nécessaire, elles sont testées pour l’infection ou mises en isolement temporaire jusqu’à ce qu’il y ait une certitude »[8].

- Phase 3 : De nombreuses infections se déclarent dans le pays. Selon les cas, les patients seront traités en hôpital ou à domicile. « Si une capacité supplémentaire est nécessaire, des lits peuvent être libérés, par exemple en reportant les interventions et les admissions non urgentes ou en répartissant efficacement les patients entre les hôpitaux. » Si la Belgique constate une propagation « importante » du virus, « le gouvernement peut prendre des mesures telles que celles qui sont actuellement prises en Italie : annulation des grandes réunions, fermeture des lieux où se trouvent de nombreuses personnes à proximité (cinémas, écoles, etc.) ou interdiction temporaire de certains déplacements ».

#### Février 2020
Le 4 février 2020, une personne originaire de Flandre-Occidentale rapatriée deux jours plus tôt de Wuhan est déclarée positive au virus. Le 15 février 2020, la personne chez qui la première contamination avait été constatée début février n’est entre-temps plus porteuse du virus et a pu retourner chez elle après la période de quarantaine. Le 25 février, 150 cas suspects sont tous testés négatifs.

#### Mars 2020
Le 1er mars 2020, le deuxième cas avéré d'infection à la maladie à coronavirus de 2019 en Belgique est une dame ayant séjourné en France dans une région touchée par l'épidémie. La patiente est testée la veille au soir à Anvers,. Le 2 mars 2020, on recense 8 cas au total,, dont six nouveaux cas de Covid-19 (cinq patients sont de Flandre et un patient de Bruxelles). Ces six personnes étaient récemment dans le nord de l’Italie. Le nombre total de citoyens belges contaminés par le SARS-CoV-2 s’élève à huit,.
Le  3 mars 2020, le pays compte 13 cas au total. Cinq nouveaux cas sont détectés (sur 243 tests effectués par le laboratoire de référence de la KU Leuven) (2 patients habitent en Flandre, un patient vient de Bruxelles et deux viennent de Wallonie). Ces nouveaux cas reviennent d’un voyage dans le nord de l’Italie. Deux cas habitent à Couthuin, il s’agit de deux membres d’une même famille récemment revenus d’Italie où ils ont passé leurs vacances durant le congé de carnaval. Les autorités (SPF Santé) décident désormais de faire le point sur le nombre de personnes contaminées chaque jour à 11 h 30, et non plus à 10 h.
Le  4 mars 2020, le pays compte 23 cas au total. 10 tests (sur 495 effectués par le laboratoire de la KU Leuven) sont positifs à la Covid-19 (neuf patients sur les 10 positifs à la Covid-19 sont revenus d’un voyage dans le nord de l’Italie). Parmi ces nouveaux cas, l'un a été confirmé mardi 3 mars 2020 dans la journée dans l’arrondissement de Verviers. Le patient infecté est un homme de 65 ans habitant à Baelen qui s’est présenté dimanche aux urgences de l’hôpital Saint-Nicolas d’Eupen. Un adolescent de 17 ans élève de l'Athénée de Tirlemont également positif. Le centre hospitalier universitaire de Liège annonce également qu’un patient déclaré positif au SARS-CoV-2 avait été accueilli au CHU du Sart Tilman. Il a été pris en charge dans une chambre à pression négative. C'est un agent Securail habitant à Neupré. Deux cas de Covid-19 de personnes travaillant dans les institutions européennes sont déclarés : un fonctionnaire de l’Agence européenne de défense de retour d’une mission en Italie et un employé du Conseil de l'Union européenne, institution qui représente les États membres à Bruxelles,. Trois cas de Covid-19 ont été confirmés au sein de la « communauté élargie » du Shape, concrètement les militaires et leur famille.
Le  5 mars 2020, le pays compte 50 cas au total. 27 nouvelles infections au SARS-CoV-2 sont confirmées par le Service public fédéral (SPF) de Santé publique (16 patients habitent en Flandre, deux à Bruxelles et neuf en Wallonie). La plupart revenaient de vacances en Italie et présentent des symptômes légers (infections des voies respiratoires supérieures). Les patients sont isolés et soignés à domicile ou à l’hôpital. Parmi ces cas, un dans la région de Charleroi (le patient revenait de Lombardie), un patient habitant à Knokke et trois personnes qui l'ont côtoyé, un agent communal à Soumagne en province de Liège (un homme de 45 ans originaire de Herve qui revient d’une semaine aux sports d’hiver en Italie),, un élève en 6e primaire de l'école communale d'Alleur (Liège) (âgé de 11 à 12 ans, il revenait d’un voyage privé en Lombardie),, un fonctionnaire du SPF Finances travaillant dans la Tour des Finances à Bruxelles,, un cas dans le collège Sainte-Véronique à Liège (l'école reste ouverte).

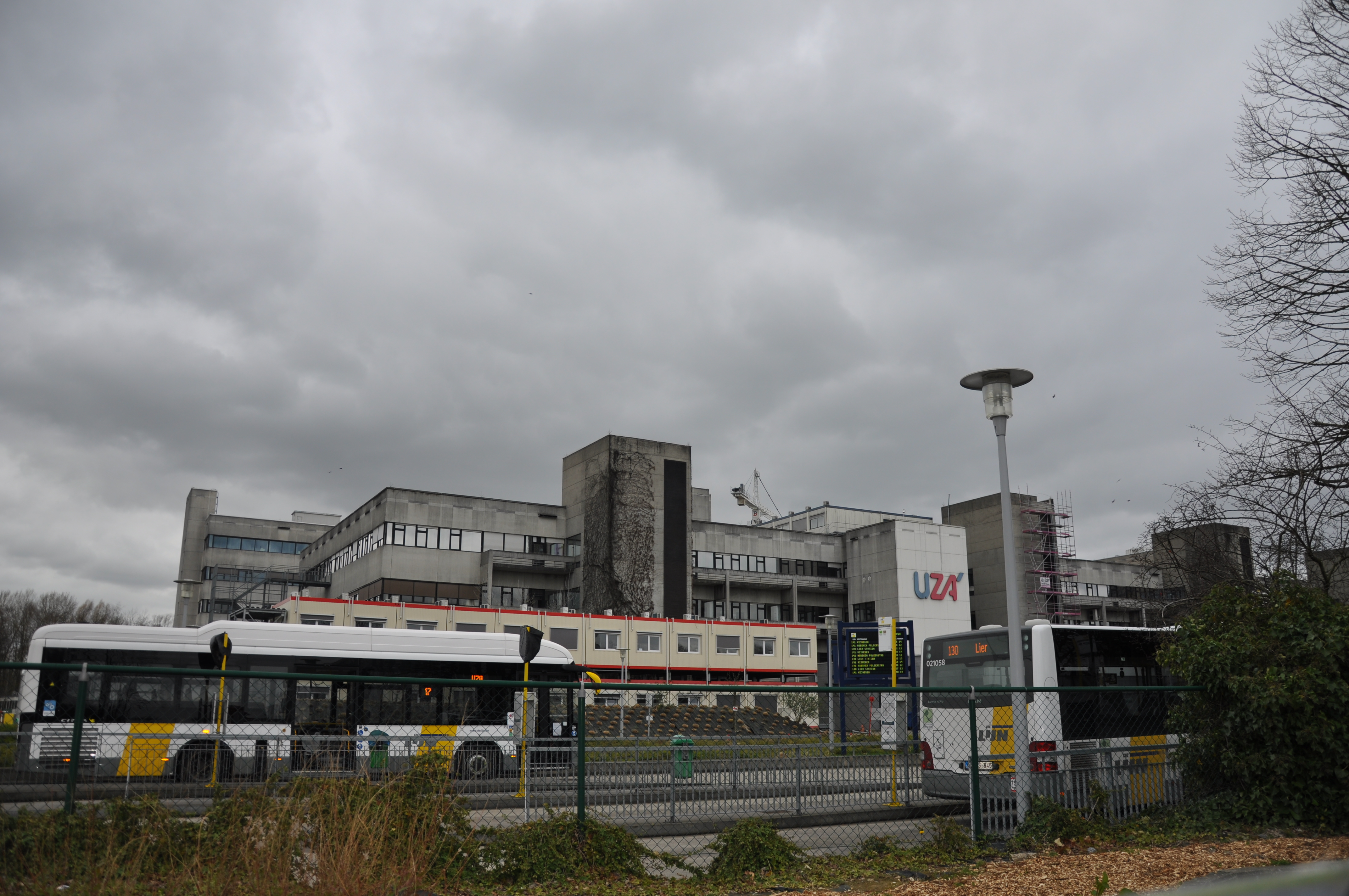
Conteneurs préfabriqués placés à côté du service d'urgence, lors de la crise de la Covid-19, à l'« UZA » (Universitair Ziekenhuis Antwerpen), Hôpital Universitaire d'Edegem à Anvers, samedi 14 mars 2020.

Le 6 mars 2020, le pays compte 108 cas au total. Sur un échantillon de 441 tests, 59 sont positifs. Parmi les 109 cas, 65 viennent de Flandre, 12 de Bruxelles et 31 de Wallonie, annonce le Service Public Fédéral de Santé Publique. La ministre de l'Éducation Caroline Désir fait parvenir aux directions d'écoles une circulaire où elle invite à faire preuve de souplesse en matière d'absentéisme. Les élèves pourront dépasser la limite des neuf demi-jours injustifiés. Un premier patient a été testé positif à la Covid-19 à la Clinique Notre-Dame de Grâce à Gosselies jeudi dans la soirée, il s’agit du premier bébé (de moins d’un an) atteint par la Covid-19 recensé en Belgique,. Un premier cas confirmé de Covid-19 au CHC de Waremme. Un collaborateur (dans l’équipe Innovation de la Prod360) de la RTBF a été également détecté positif à la Covid-19. Après contact avec le SPF Santé, il est convenu de ne pas prendre de mesures complémentaires à celles déjà en cours,. Jacques Soupart, échevin de la commune de Limbourg (province de Liège) a été testé positif au SARS-CoV-2,.
Le 7 mars 2020, le pays compte 169 cas (105 en Flandre, 17 à Bruxelles, 46 en Wallonie et un guéri) (sur 771 échantillons testés). Un premier cas de contamination a été enregistré dans la Province de Luxembourg. La patiente, une septuagénaire, s'était rendue d’initiative aux urgences dans la nuit de jeudi à vendredi à l’hôpital Vivalia de Marche-en-Famenne. Les hôpitaux de Vivalia ont enregistré plusieurs dizaines de cas suspects de Covid-19. Il s’agit donc du premier cas positif enregistré depuis le début de l’épidémie dans les différents sites hospitaliers de Vivalia,. Deux premiers cas de Covid-19 en Wallonie Picardie (deux habitants de Comines-Warneton). Un habitant de Mouscron qui revenait d'un voyage en Italie a été infecté par le coronavirus SARS-CoV-2 (c'est le troisième cas en Wallonie Picarde),. Un parent d’élève contaminé au coronavirus SARS-CoV-2 dans une école de Braine-le-Château (les enfants de cette famille ont été temporairement écartés de l’école)(les cours sont maintenus à l'école fondamentale des Marronniers).
Le 8 mars 2020, 31 nouveaux cas sont détectés (sur les 422 échantillons analysés) (16 en Flandre, 8 à Bruxelles et 7 en Wallonie). Ce qui porte le nombre de personnes contaminées en Belgique à 200 (121 en Flandre, 25 à Bruxelles et 53 en Wallonie). Premier cas à Verviers (le patient testé le 4 mars 2020 au CHR de Verviers est testé positif au SARS-CoV-2 quatre jours plus tard). Un parent d’élève de l’École européenne de Bruxelles III (boulevard du Triomphe à Bruxelles) a été testé positif à la Covid-19 (certains résultats de tests sont encore en cours de traitement, l'école estime qu’il serait prudent de fermer l’école les lundi 9 et mardi 10 mars 2020 inclus).
Le 9 mars 2020, 39 échantillons sont testés positifs (sur les 334 échantillons qui ont été analysés par le réseau de l’hôpital de référence de la KULeuven) (22 en Flandre, 7 à Bruxelles et 10 en Wallonie à Charleroi). Ce qui porte le nombre de personnes contaminées en Belgique à 238 (143 en Flandre, 32 à Bruxelles et 63 en Wallonie). Une personne est testée positive au coronavirus SARS-CoV-2, au sein de BNP Paribas Fortis à Bruxelles (l’entreprise a décidé de prendre des mesures élargies de quarantaine pour l’ensemble des collaborateurs ayant été en contact avec cette personne),. Un premier cas est détecté à l'Otan (un membre du personnel travaillant au siège central de Bruxelles, contrôlé positif à la Covid-19 après un retour de vacances dans le Nord de l'Italie). Un cas est détecté au PS. Des premiers cas avérés de SARS-CoV-2 sont découverts à La Louvière (l’hôpital de Jolimont). Tous sont confinés à domicile. Un premier cas est avéré à l'UCL (Louvain-la-Neuve), un assistant de la faculté des bioingénieurs a été contrôlé positif à la Covid-19 après avoir été en contact avec des personnes récemment revenues d'Italie. Les locaux d'enseignement et de travail utilisés par cette personne depuis le moment de son infection ont pu être identifiés. Ces locaux ainsi que les autres lieux de travail concernés font l'objet d'un nettoyage professionnel,. Le premier cas avéré officiel de la province de Namur est un Couvinois est actuellement confiné à son domicile de Cul-des-Sarts, avec sa famille. Un élève de l'IPES de Huy a été testé positif. Une deuxième personne est infectée à Herve (c'est une enseignante qui a été mise en quarantaine). Dans la soirée, le quotidien flamand HLN affirme que Maggie De Block avait confirmé le décès dans un premier temps d'un homme de 74 ans dans un hôpital (Clinique de l'Europe) à Bruxelles avant de se raviser, le patient va très mal mais n'est pas décédé,.

#### Phase 2 renforcée
Les mesures de confinement sont toujours d’application. À cela, des mesures supplémentaires dites de social distancing (distanciation sociale) préparées par le RMG (Risk Management Group)[Quoi ?] seront discutées mardi 10 mars 2020. Le 10 mars 2020, 443 échantillons ont été analysés par le réseau de l’hôpital de référence de la KULeuven. 28 échantillons ont été testés positifs au virus SARS-CoV-2 (17 en Flandre, trois à Bruxelles et huit en Wallonie). Le nombre monte donc à 267 cas d’infections au SARS-CoV-2 en Belgique. Un cas a été confirmé au sein du magasin Ikea à Hognoul (au département cuisines). La personne ne présente aucun symptôme, est en bonne forme et a été placée en quarantaine à son domicile selon les directives des autorités (les lieux de travail ont été désinfectés ainsi que les parties communes du magasin et 28 autres employés ont été invités à rester chez eux et à prendre contact avec leur médecin). L'Institut Notre-Dame de Philippeville informait que le mari de l'une de ses enseignantes avait été testé positif au virus SARS-CoV-2. L'établissement a pris les mesures nécessaires et tient à rassurer élèves et parents : l'enseignante ne présente aucun symptôme, et le virus n’est actuellement pas présent à l'école. Un cas suspect de Covid-19 dans une école de Saint-Symphorien.
Le 11 mars 2020, 639 échantillons ont été analysés par le réseau de l'hôpital de référence de la KULeuven. 47 échantillons ont été testés positifs au virus SARS-CoV-2 (29 en Flandre, sept à Bruxelles et 11 en Wallonie). Le nombre monte donc à 314 cas d’infections au SARS-CoV-2 en Belgique. Le premier décès est confirmé, il s’agit d’une patiente âgée de 90 ans qui était prise en charge par le réseau des cliniques bruxelloises d’Iris-Sud à Forest.  Deux autres décès sont annoncés par SPF Santé Publique (un à Rhode-Saint-Genèse et un à Uccle). Une élève du collège Cardinal Mercier de Braine-l'Alleud (et la mère de la jeune fille habitant à Uccle) sont positives à la Covid-19 (l'école ne prévoit pas de fermeture),. Un second cas a été signalé à Marche-en-Famenne. Deux élèves sont signalés positifs au sein de l'Athénée Royal d'Uccle 2 (la direction de l'école rapidement mise au courant a décidé de fermer les deux classes qu’ils ont fréquentées et de renvoyer leurs camarades chez eux).

#### Phase fédérale de gestion de crise
Le 12 mars 2020, 806 échantillons ont été analysés par le réseau de l’hôpital de référence de la KU Leuven. 85 échantillons ont été testés positifs au virus SARS-CoV-2 (66 en Flandre, 3 à Bruxelles et 16 en Wallonie). Le nombre monte donc à 399 cas d'infections au SARS-CoV-2 en Belgique,. 34 cas suspects dans la maison de repos « La Cambre » à Watermael-Boitsfort (Bruxelles), deux cas avérés positifs. Tard dans la soirée du 12 mars 2020, après une réunion du Conseil national de sécurité, le gouvernement belge a ordonné la fermeture des écoles, discothèques, cafés et restaurants et l'annulation de tous les rassemblements publics à des fins sportives, culturelles ou festives à partir du vendredi 13 mars 2020 à minuit. Il a été souligné que les mesures prises n'étaient pas un verrouillage parce que les gens n'étaient pas tenus de rester à la maison. Plus tôt dans la journée, le bourgmestre Leopold Lippens avait déjà ordonné des mesures similaires pour sa commune de Knokke-Heist. La présidente de la Commission européenne, Ursula von der Leyen, a informé l'ensemble du personnel que sept de leurs collègues avaient été testés positifs, dont six en Belgique. Elle a également demandé à « tous les collègues exerçant des fonctions non critiques » de travailler à domicile avec effet immédiat jusqu'au 29 mars 2020, tandis que ceux « qui assurent des fonctions critiques » devraient travailler en deux équipes pour minimiser le risque de contagion. Un cas de Covid-19 avéré à la prison de Mons.
Depuis le 12 mars 2020, seuls les cas graves et le personnel soignant sont testés.
Le 13 mars 2020, 160 échantillons ont été testés positifs au virus SARS-CoV-2 (61 en Flandre, huit à Bruxelles et 84 en Wallonie, sept dont le domicile n'est pas indiqué). Le nombre monte donc à 559 cas d’infections au SARS-CoV-2 en Belgique. Ryanair diminue ses vols à Charleroi et Zaventem. La compagnie aérienne, vu la baisse des voyageurs, va appliquer du chômage économique pour une partie de son personnel. Ryanair a 17 avions basés à Charleroi et trois à Bruxelles. On ne sait pas encore combien de vols seront annulés, une communication aura lieu la semaine prochaine. La vente de tickets dans les bus TEC est suspendue, annonce Elio Di Rupo sur Bel RTL. L'Exécutif des musulmans de Belgique (EMB) et le Conseil de coordination des institutions islamiques de Belgique (CIB) demandent, vendredi, aux mosquées de fermer leurs portes au moins jusqu'au 3 avril 2020. Les commémorations des attentats du 22 mars 2016 à la station de métro Maelbeek et à l'aéroport de Bruxelles-National à Zaventem n'auront pas lieu cette année, a appris de bonnes sources l'agence Belga. L'annulation résulte des mesures prises par le Conseil national de sécurité jeudi soir pour lutter contre la pandémie du nouveau coronavirus. Le Conseil de sécurité a décidé d'annuler tous les événements en Belgique. Les attentats de Bruxelles ont fait 32 victimes et des centaines de blessés.

#### Fermeture d'établissements et lieux de loisirs
Le 14 mars 2020, 1 739 échantillons ont été analysés par le réseau de l’hôpital de référence de la KULeuven. 133 échantillons ont été testés positifs au virus SARS-CoV-2 (118 en Flandre, cinq à Bruxelles et six en Wallonie). Le nombre monte donc à 689 cas d’infections à la Covid-19 en Belgique. Neuf cas confirmés de Covid-19 au sein de la maison de repos « La Cambre » à Watermael-Boitsfort. Un décès supplémentaire est annoncé. La pandémie de Covid-19 a déclenché un nouveau débat sur la formation actuelle du gouvernement fédéral. Les représentants de la N-VA, du PS, de l'Open Vld, du MR, du sp.a et du CD&V se sont réunis les 14 et 15 mars 2020 pour parler d'une coalition d'urgence. Cette idée a été rejetée et les parties, ainsi qu'Ecolo et Groen, ont choisi d'accorder temporairement davantage de compétences au gouvernement Wilmès.
Le 15 mars 2020, 197 nouvelles contaminations au SARS-CoV-2 dont 137 en Flandre, 28 en Wallonie et 27 à Bruxelles. Ce qui porte le nombre de patients à 886 au total. Parmi ceux-ci, 136 personnes sont hospitalisées et 33 sous assistance respiratoire. Dimanche, en fin d’après-midi, le home « La Sainte Famille », à Rouvroy, a appris que l’un de ses résidents, un homme âgé de 88 ans, avait été testé positif au SARS-CoV-2. Un résident positif au SARS-CoV-2 à la maison de repos Val des Roses à Forest. 
Le 16 mars 2020, 172 nouveaux cas sont rapportés. 80 patients résident en Flandre, 68 en Wallonie et 17 à Bruxelles. Pas d’information concernant le lieu de résidence des sept dernières personnes. 1 058 cas d'infections au coronavirus SARS-CoV-2 ont été détectés au total. La SNCB et Infrabel vont adapter dès ce lundi matin leur offre de trains en diminuant le nombre de trains P de et vers Bruxelles (concrètement, 90 trains P de et vers Bruxelles seront supprimés). Cinq autres personnes sont décédées en Belgique à cause de la Covid-19, a confirmé le virologue Marc Van Ranst lors du journal sur la télévision flamande VTM. Un chauffeur de bus de la STIB contrôlé positif au coronavirus. La STIB annonce que la vente de tickets à bord est suspendue jusqu'au 5 avril 2020. De Lijn va restreindre son service en réduisant de 14 % son offre de bus et de 10 % celle des trams à partir de mercredi.
Le 17 mars 2020, les autorités sanitaires dénombrent 185 nouvelles contaminations dans l'ensemble du pays, 106 en Flandre, 38 à Bruxelles, 33 en Wallonie, et huit d'origine encore inconnue. 361 personnes sont hospitalisées, dont 79 en soins intensifs, parmi lesquels 61 nécessitant une assistance respiratoire. Une grande partie des personnes détectées a entre 40 et 50 ans.

#### Confinement généralisé

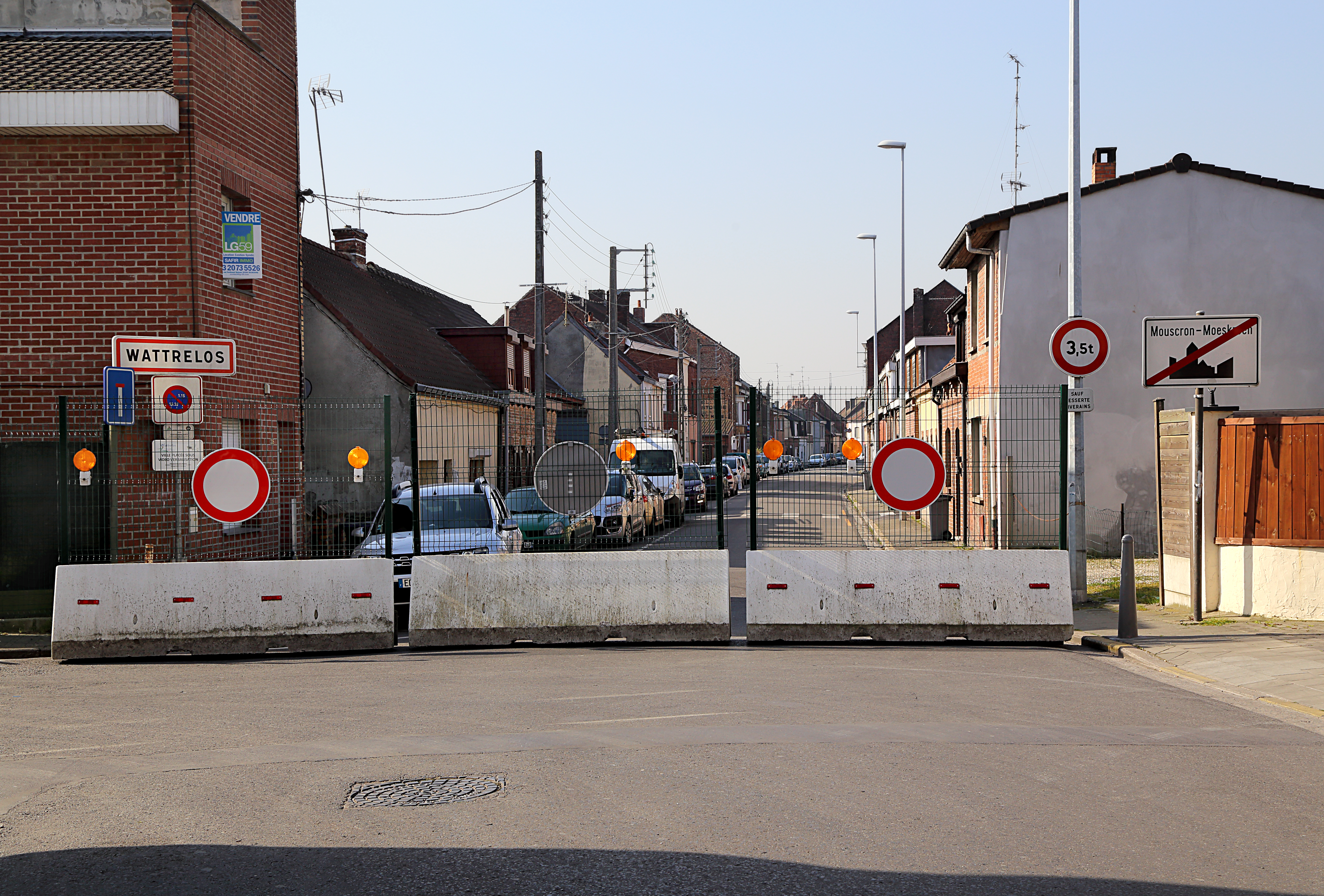
Blocs de béton installés à la frontière entre Mouscron (Belgique) et Wattrelos (France). Vendredi 27 mars 2020.

Le 18 mars 2020, on compte 243 nouveaux cas pour toute la Belgique, 133 en Flandre, 41 à Bruxelles, 66 en Wallonie, et trois non encore localisés. 496 personnes hospitalisées, dont 66 sous respirateurs. Le 19 mars 2020, 309 nouveaux cas de contamination sont signalés, répartis comme suit : 145 en Flandre, 48 à Bruxelles et 95 en Wallonie. Cela porte à 1 795 le nombre de cas en Belgique. Le nombre de décès constatés s'élève à 21, et d'hospitalisations à 634.  La police bloque l'accès à la côte aux personnes ne travaillant ou ne résidant pas dans les communes de Coxyde, La Panne et Nieuport, en raison de la fréquentation élevée du littoral.
Le 20 mars 2020, 462 patients supplémentaires ont été testés positifs, ils sont 302 en Flandre, 43 à Bruxelles, 90 en Wallonie, et pour 27 cas le lieu de résidence n'a pas été déterminé. 16 décès ont été constatés, ce qui porte à 37 le nombre de morts de la maladie en Belgique. 837 personnes sont hospitalisées, dont 164 en soins intensifs, parmi lesquelles 114 sont sous assistance respiratoire. L'âge médian des malades en soins intensifs est de 60 ans. De nombreuses crèches ferment bien qu'elles n'y soient pas obligées, car les enfants restent chez eux. Ceux qui viennent malgré tout ont essentiellement des parents « en première ligne » contre la pandémie. Dans la nuit, cinq millions de masques en provenance de Shanghai ont atterri à l'aéroport de Liège Bierset, ce qui devrait permettre de soulager leur pénurie. La décision est annoncée en soirée de fermer les frontières, à l'exception du fret et du retour de l'étranger de ressortissants belges.
Le 21 mars 2020, 558 personnes supplémentaires ont été testées positives, 292 en Flandre, 50 à Bruxelles, 200 en Wallonie et 16 encore à déterminer. 1 089 patients sont hospitalisés, dont 238 en soins intensifs. Un tiers des lits de soins intensifs sont occupés, et les autorités travaillent à augmenter le nombre de lits disponibles. Trente nouveaux décès ont été constatés, tous sauf trois étaient âgés de plus de 65 ans. Le 22 mars 2020, 586 nouvelles contaminations et huit nouveaux décès sont annoncés. Les patients positifs sont 412 en Flandre, 99 en Wallonie, 70 à Bruxelles, plus cinq cas dont la localisation n'est pas connue. Maggie De Block, ministre de la Santé publique, annonce que 759 lits de soins intensifs ont été ajoutés, ce qui porte leur total à 2 650. Au 22 mars 2020, ils sont 290 à être occupés par des patients atteints du coronavirus.

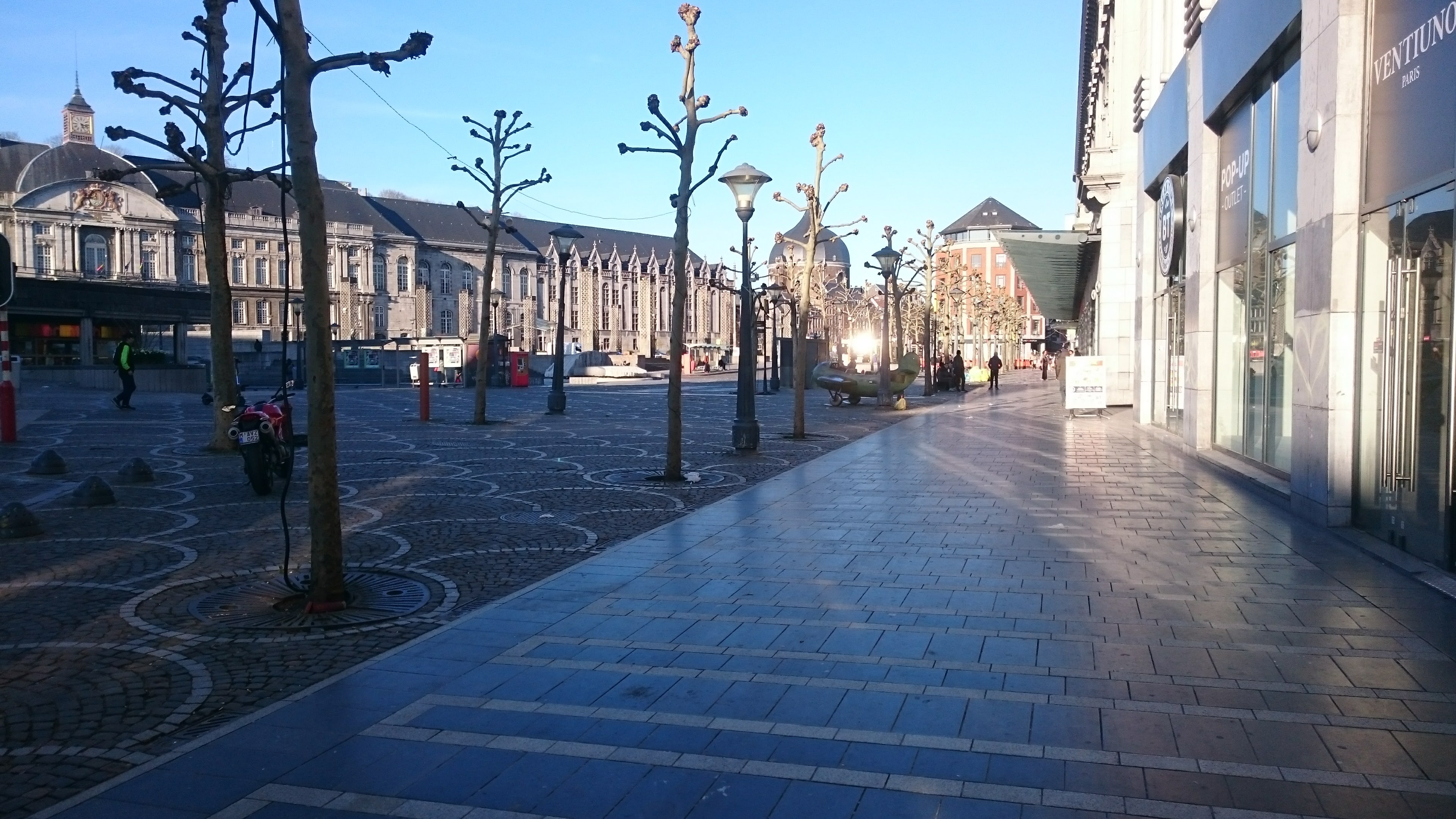
La place Saint Lambert à Liège presque déserte durant le confinement le 24 mars 2020 à 17h.

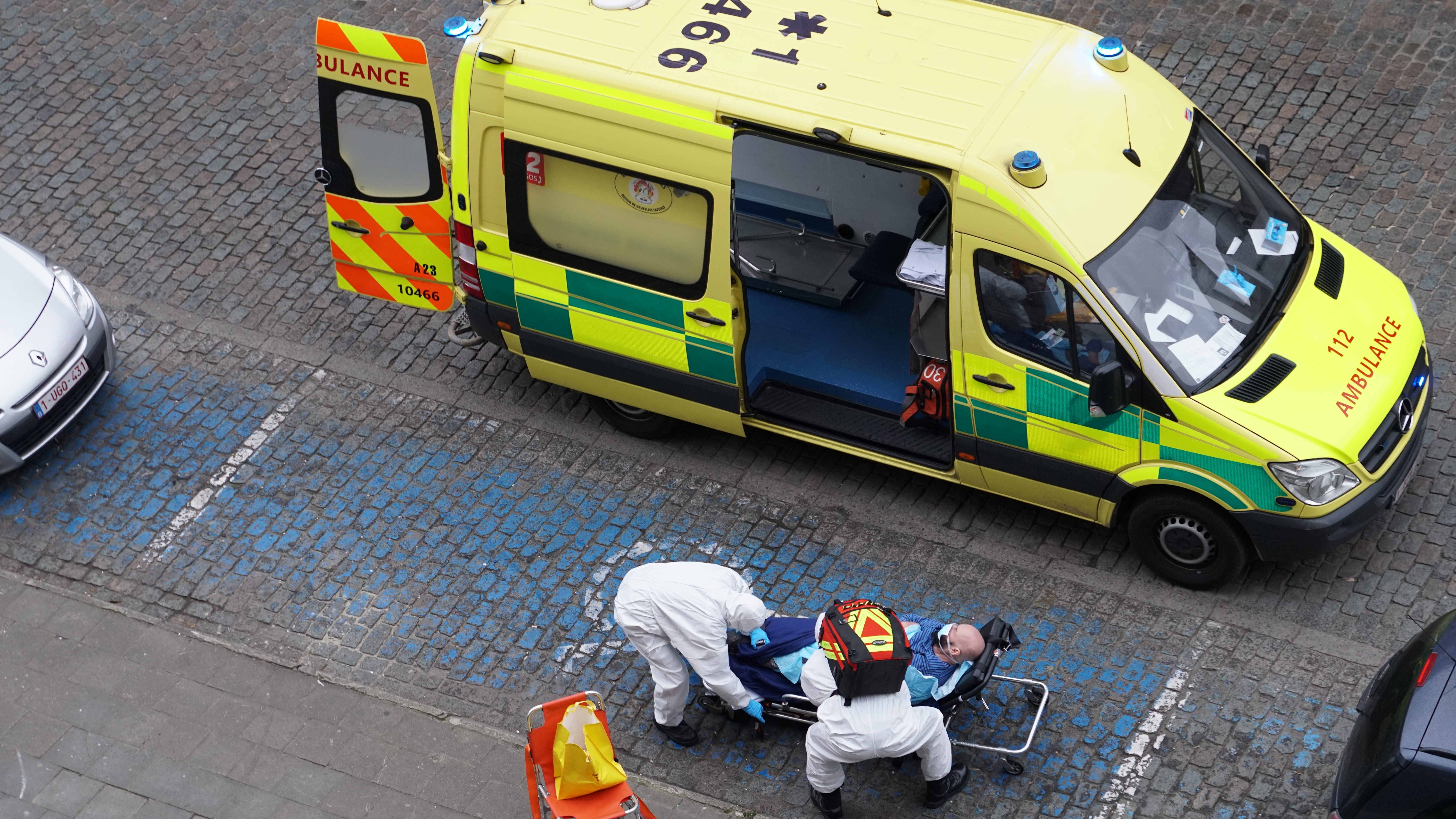
Transport d'un patient par une équipe d'ambulance. Les ambulanciers portent des protections et le patient porte un masque buccal (à Bruxelles).

Le 23 mars 2020, la Belgique compte 342 patients supplémentaires testés positifs, 173 en Flandre, 118 en Wallonie, 45 à Bruxelles, et 6 sans information sur le lieu de résidence. 322 personnes sont en soins intensifs, et 621 lits sont libres en cas de besoin. Une vignette est mise en place pour les employés d'entreprises transfrontalières. Six millions de masques chirurgicaux et 147 000 masques FFP2 sont livrés à l'aéroport de Liège. Ils doivent être distribués au personnel soignant.
Le 24 mars 2020, un test antigénique pour lequel le résultat est obtenu en un quart d'heure est certifié par l'AFMPS. S'il ne détecte pas 30 % des cas, il est plus rapide que les tests utilisés jusque là, et ne nécessite pas de confirmation pour les 70 % de cas positifs. Le 24 mars est aussi le dernier jour d'activité de l'aéroport de Charleroi-Bruxelles-Sud qui ferme au public jusqu'au 5 avril 2020.
Le 27 mars 2020, plus de 1 000 nouveaux patients sont testés positifs depuis maintenant deux jours consécutifs. Certains indicateurs démontrent tout de même un ralentissement de la croissance exponentielle de l'épidémie. 69 personnes sont décédées entre mercredi 16 heures et jeudi même heure ce qui en fait le plus lourd bilan depuis le début de l'épidémie en Belgique Un nouveau Conseil national de sécurité réuni dans l'après midi prolonge le confinement jusqu'au 19 avril 2020, avec une possible extension jusqu'au 3 mai 2020. La faculté de médecine vétérinaire de Liège a noté un cas de transmission à un animal domestique, un chat contaminé par sa maîtresse,.
Le 30 mars 2020, dans les provinces du Limbourg et du Hainaut, les plus touchées, un plan de répartition des malades dans les hôpitaux a été mis en place. Le 31 mars 2020, la plus jeune victime du coronavirus SARS-CoV-2 en Europe, une jeune fille de 12 ans décède. Une enquête est ouverte par les services de police au sujet de l'appel de détresse en anglais passé par les parents de la victime, qui n'a pas été suivi d'une hospitalisation d'urgence.

### Avril 2020
Le 2 avril 2020, la Première ministre Sophie Wilmès réaffirme que les mesures restent en vigueur, et que malgré des résultats encourageants et le beau temps « ce n'est pas le moment de relâcher les efforts ». Elle affirme déjà mettre en place un comité pour préparer un déconfinement progressif. Le 5 avril 2020, pour la première fois depuis le début de la pandémie, le nombre de sorties de l'hôpital est supérieur au nombre de nouvelles hospitalisations.
Le 15 avril 2020, le Conseil National de Sécurité décide de prolonger les mesures de confinement et de distanciation sociale jusqu'au 3 mai 2020. De plus, les pépinières et magasins de bricolage peuvent rouvrir. Le  17 avril 2020, les visites des maisons de repos restent interdites.

### Mai 2020

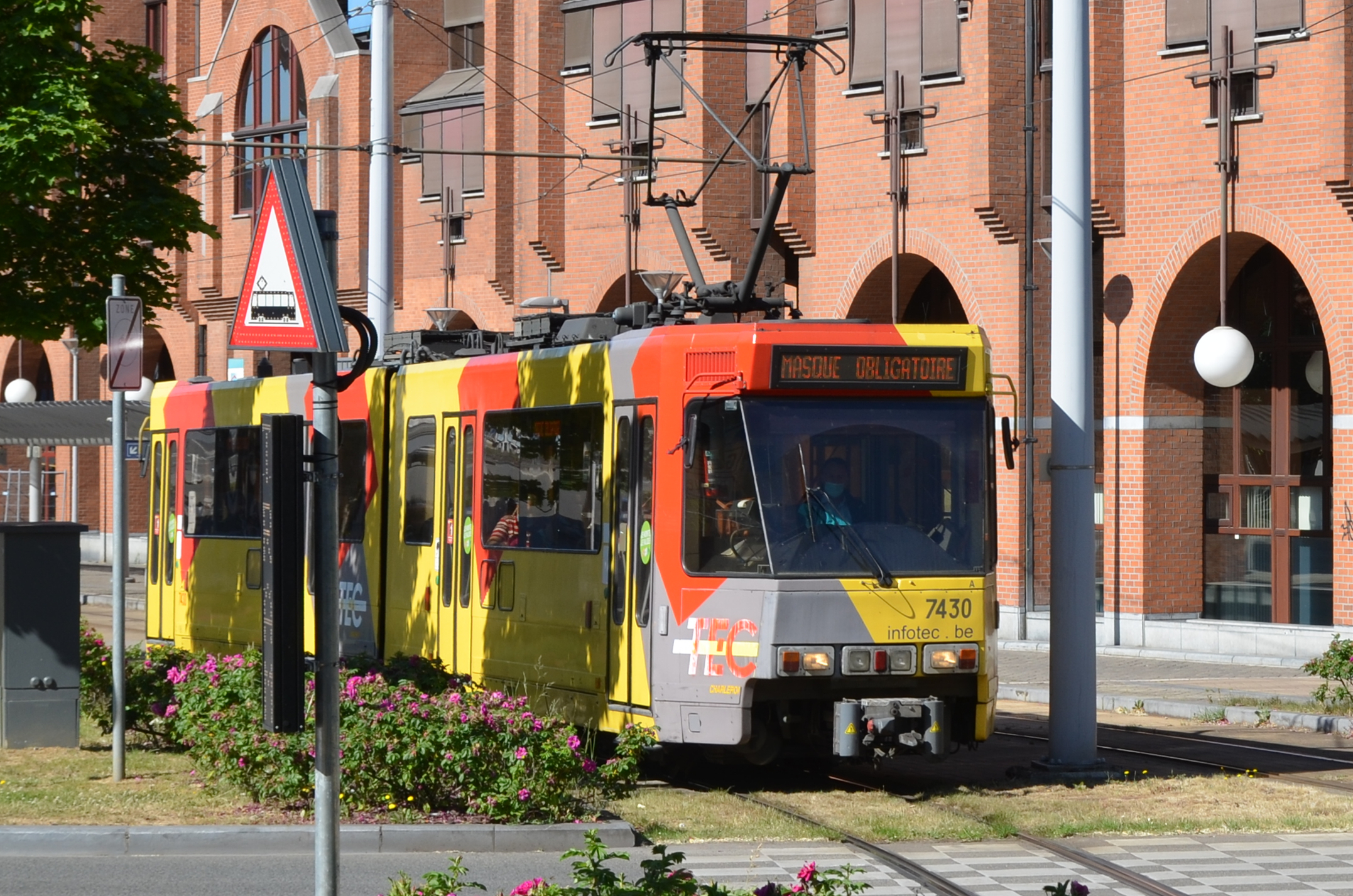
Véhicule du métro léger de Charleroi. La girouette indique en alternance la destination et la mention « masque obligatoire ».

Le 4 mai 2020, la phase 1 A du plan de déconfinement est mise en place. Le 6 mai 2020, annonce de la mise en application de la Phase 1B le 11 mai. Celle-ci prévoit l'élargissement à quatre membres pour une visite familiale, la réouverture de tous les magasins à condition de respecter les distances sociales et de porter le masque (forte recommandation). Dans les transports en commun, ce port reste d'application stricte. Le 13 mai 2020, la Phase 2 prendra effet le 18 mai. Elle prévoit la réouverture de services comme les coiffeurs et esthéticiennes mais aussi l'augmentation du nombre de personnes présentes à un enterrement ou à un mariage, la reprise des entraînements dans les clubs sportifs sous certaines conditions. Ces nouvelles règles concourent à un assouplissement des précédentes mesures, toutefois contrairement à ce qui avait été envisagé, l'élargissement du nombre de personnes présentes lors de réunions familiales n'est pas revu à la hausse à l'issue de ce Conseil national de sécurité.

### Juin 2020
Le  8 juin 2020, lancement de la phase 3 du déconfinement. Le 15 juin 2020, réouverture des frontières vers et au départ de l’Union européenne (élargie au Royaume-Uni, au Liechtenstein, à la Norvège, à l'Islande et à la Suisse).

## Déconfinement (4 mai–3 octobre 2020)

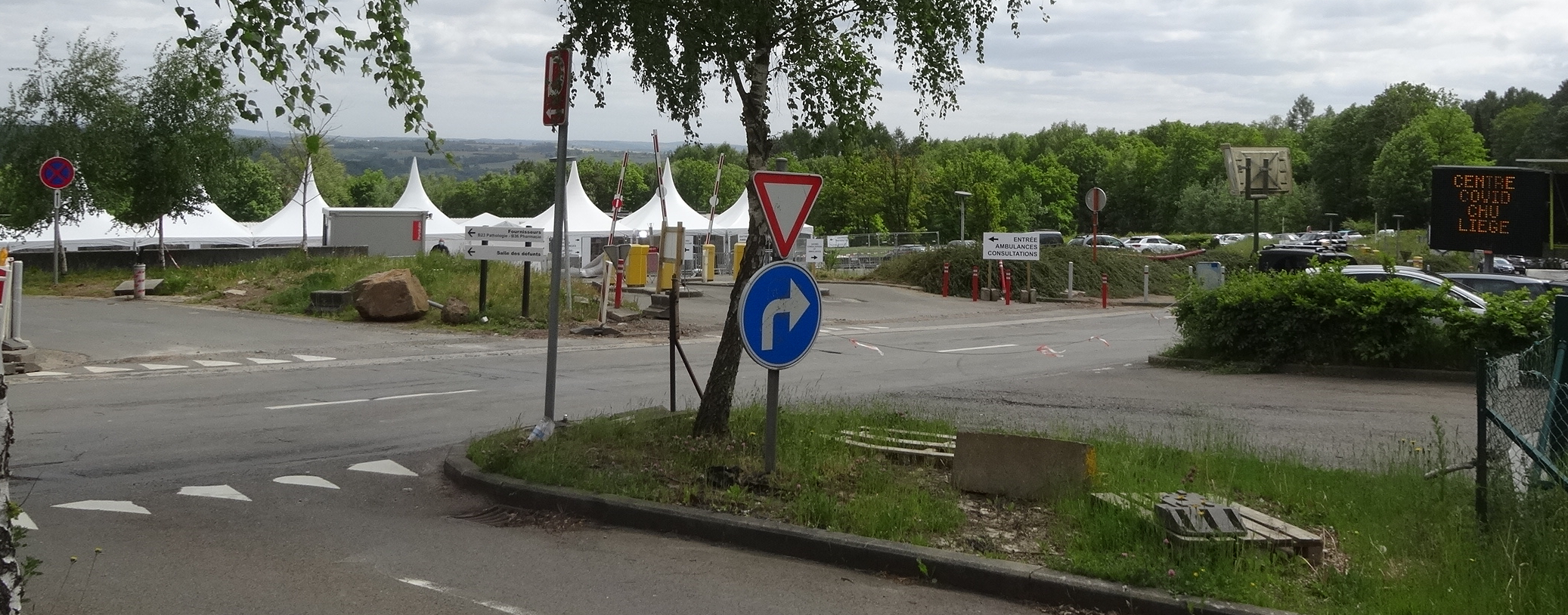
Centre de dépistage au CHU de Liège (mai 2020).

Le groupe des experts en exit strategy (GEES) a remis son rapport intitulé Restarting Belgium au Kern pour permettre au Gouvernement Wilmès II d'établir sa programmation de sortie progressive du confinement.
Le 24 avril : sur cette base, un nouveau Conseil national de sécurité s'est réuni, le 24 avril à 14 h 30. Peu avant 22 h, lors de la conférence de presse, la Première ministre, Sophie Wilmès a présenté les principales mesures et leurs phasages. Le gouvernement s'est quelque peu distancé des avis émis par les experts du GEES en ce qui concerne, notamment, la date de reprise progressive des contacts sociaux qui est postposée et la reprise des commerces qui est avancée.
L'ensemble des mesures ne sortiront leurs effets que si les indicateurs sanitaires, tels que le nombre d'hospitalisations en unités de médecine générale et en unités de soins intensifs poursuivent leur évolution favorable. À l'inverse, si ceux-ci devaient repartir à la hausse, il sera possible de les postposer voire de faire machine-arrière. Les conditions d'existence de l'ensemble de ces mesures dépendent : de poursuivre l'augmentation de la capacité à effectuer des tests pour l’amener au-delà de 25 000 voire 45 000 tests quotidiens, de mettre en place un système de traçage (sur base volontaire) des contacts et d'engager du personnel pour en effectuer le suivi et de veiller à fournir à l'ensemble de la population au moins un masque textile.
Les échéances des phases dépend de l’évolution de la situation sanitaire et ne sont donc pas définitives. Le déconfinement annoncé est progressif et séparé en trois phases. Les trois phases, :

### Phase 1
À partir du 4 mai 2020, la première partie, la phase 1A, concerne l'ouverture des industries et les services B2B. L'activité physique est élargie en respectant la distanciation sociale. Relance d'une offre élargie pour les transports en commun avec imposition du masque bucco-nasal (se couvrir la bouche et le nez),. À partir du 11 mai 2020 (date non définitive), la seconde partie, la phase 1B, concerne l'ouverture de commerces avec le respect de mesures sanitaires,.

### Phase 2
De nouvelles modalités concerneront la reprise économique, la vie quotidienne (concernant la « vie sociale ») et la réouverture des écoles,.
La phase est fixée à partir du 18 mai 2020 (date non définitive) et concernera les sujets suivants :
- Reprise progressive des écoles en favorisant les classes de 6e année (fins de cycles) et pour des groupes de maximum 10 apprenants et dans le respect de la distanciation physique. Les élèves de plus de 12 ans et les enseignants devront en outre porter un masque de protection.
- Réouverture progressive des musées moyennant le respect des conditions sanitaires ;

Sur le plan social :
- Autorisation de réunions privées à domicile (sous conditions);
- Le nombre de personnes autorisées à prendre part à des cérémonies de mariage ou d'enterrement sera revu à la hausse ;
- La pratique du sport pourra se faire avec davantage que deux personnes
- Les entraînements pour les sports collectifs pourront reprendre moyennant le respect de la distanciation sociale ou ouverte aux seuls clubs dûment affiliés à une fédération sportive ;
- Autorisation de faire des excursions d'une journée.

### Phase 3

Nombre de cas (bleu) et nombre de morts (rouge) en échelle logarithmique.

Le 3 juin 2020, l'issue d'un Conseil national de sécurité élargi aux ministres-présidents, la première ministre, Sophie Wilmès explique lors de la conférence de presse la mise en place de la phase 3 du déconfinement à dater du 8 juin 2020. Le principe général de cette nouvelle évolution est que la liberté sera désormais la règle et les interdits, l'exception. Toutefois, six règles sont émises concernant les comportements individuels, elles concernent l'hygiène, les activités extérieures à privilégier, les précautions pour les groupes à risque, les règles de distanciation à l'exception des enfants de moins de douze ans entre eux, du foyer et des contacts rapprochés au sein de la bulle élargie qui passe, en plus des membres d'une même famille à 10 personnes par semaine et par individu composant cette famille. Les réunions sont limitées à 10 personnes (enfants compris). Concernant les activités professionnelles, le télétravail, lorsqu'il est possible, reste à privilégier.
D'autres cadres réglementaires sont ensuite définis, ils concernent l'Horeca, la culture, les sports, la pratique d'un culte, les excursions en Belgique, les loisirs et détente et les rassemblements. L'Horeca peut ainsi reprendre, sous conditions, une activité à partir du 8 juin. Le secteur de la culture peut redémarrer les activités sans publics (comme le tournage d'un film). Les activités culturelles accueillant un public ne seront possibles, sous conditions, qu'au 1er juillet 2020 et seront limitées à 200 personnes maximum. Les activités sportives sans contact peuvent également reprendre sous certaines conditions à l'exception des piscines, des saunas et des centres de bien-être. La pratique d'un culte peut également s'effectuer en veillant à ce que les rassemblements n'excèdent pas 100 fidèles (ce chiffre passera à 200 le 1er juillet 2020). Les excursions en Belgique d'une ou de plusieurs journées sont autorisées. La Belgique rouvrira ses frontières pour les ressortissants européens le 15 juin 2020 et les citoyens belges pourront, en fonction des règles prévalant dans les pays de destination, à nouveau circuler en Europe. Les activités de loisirs et de détente sont autorisées à partir du 8 juin 2020 (à l’exception des conférences, des parcs d’attraction et des plaines de jeux en intérieur qui ne pourront reprendre qu’à partir du 1er juillet 2020). Enfin, les rassemblements festifs restent interdits jusqu'au 1er août 2020 et les événements de masse, jusqu'au 31 août 2020.
Deux nouvelles phases dans le déconfinement sont annoncées pour les mois de juillet 2020 (phase 4) et août 2020 (phase 5).

### Pour les trois phases
Pour les trois phases : le respect de la limitation des contacts interpersonnels, le respect de la distanciation physique ainsi que le respect des mesures d’hygiène et des gestes barrières (comme l'utilisation de mouchoirs jetables à jeter directement à la poubelle, tousser dans le pli de son coude, contacter un médecin généraliste en cas de signes cliniques, etc),. Le port du masque chirurgical est recommandé mais le gouvernement précise qu'« il est important de l’utiliser de manière rigoureuse ».

### Phase 4
Le 24 juin 2020, le Conseil national de sécurité annonce une phase 4, fixée au 1er juillet 2020. La Première ministre réaffirme le danger d'une « seconde vague » et souligne que « le virus est toujours là » : « Nous comprenons qu'il y a la fin des examens, l'été mais nous ne sommes pas à l'abri d'un rebond de l'épidémie. Bien sûr, la plupart des jeunes s'estiment moins vulnérables au Covid-19. C'est une erreur : le virus n'est pas inoffensif même quand on est un jeune adulte. Et quand vous prenez un risque pour vous, vous le prenez aussi pour vos proches et pour la population en général. ». Les boîtes de nuit resteront fermées et les rassemblements de masse resteront interdits, tandis que les événements culturels pourront se dérouler en présence d'un public. Le port du masque reste fortement recommandé et reste obligatoire dans une série de cas (transports en commun, etc). Réuni le 9 juillet, le comité de concertation, qui rassemble le gouvernement fédéral et les entités fédérées, décide de rendre le port du masque obligatoire à partir du 11 juillet dans les magasins, centres commerciaux, cinémas, salles de spectacle ou de conférence, auditoires, lieux de culte, musées et bibliothèques.

Port du masque obligatoire à certains endroits
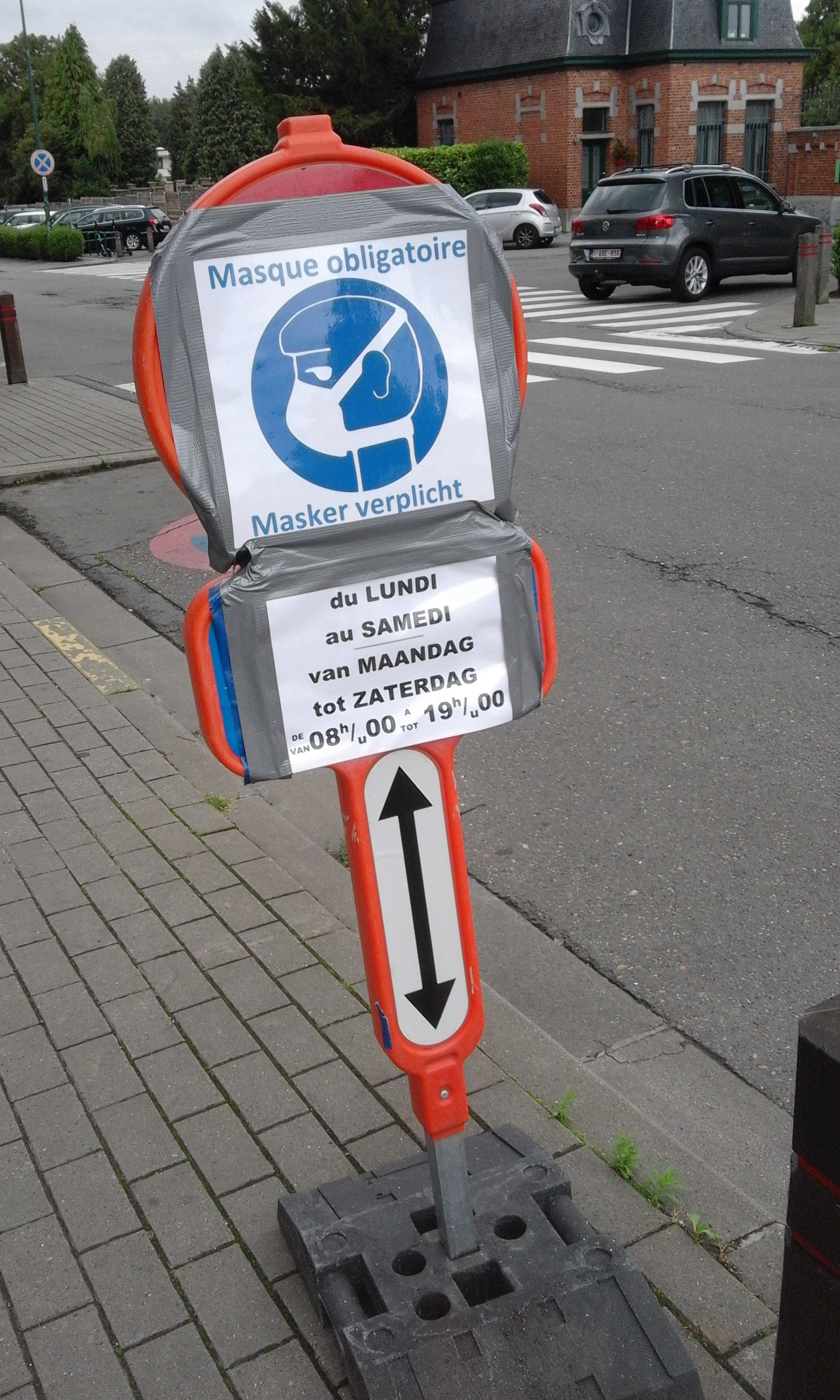
À Woluwe-Saint-Lambert.
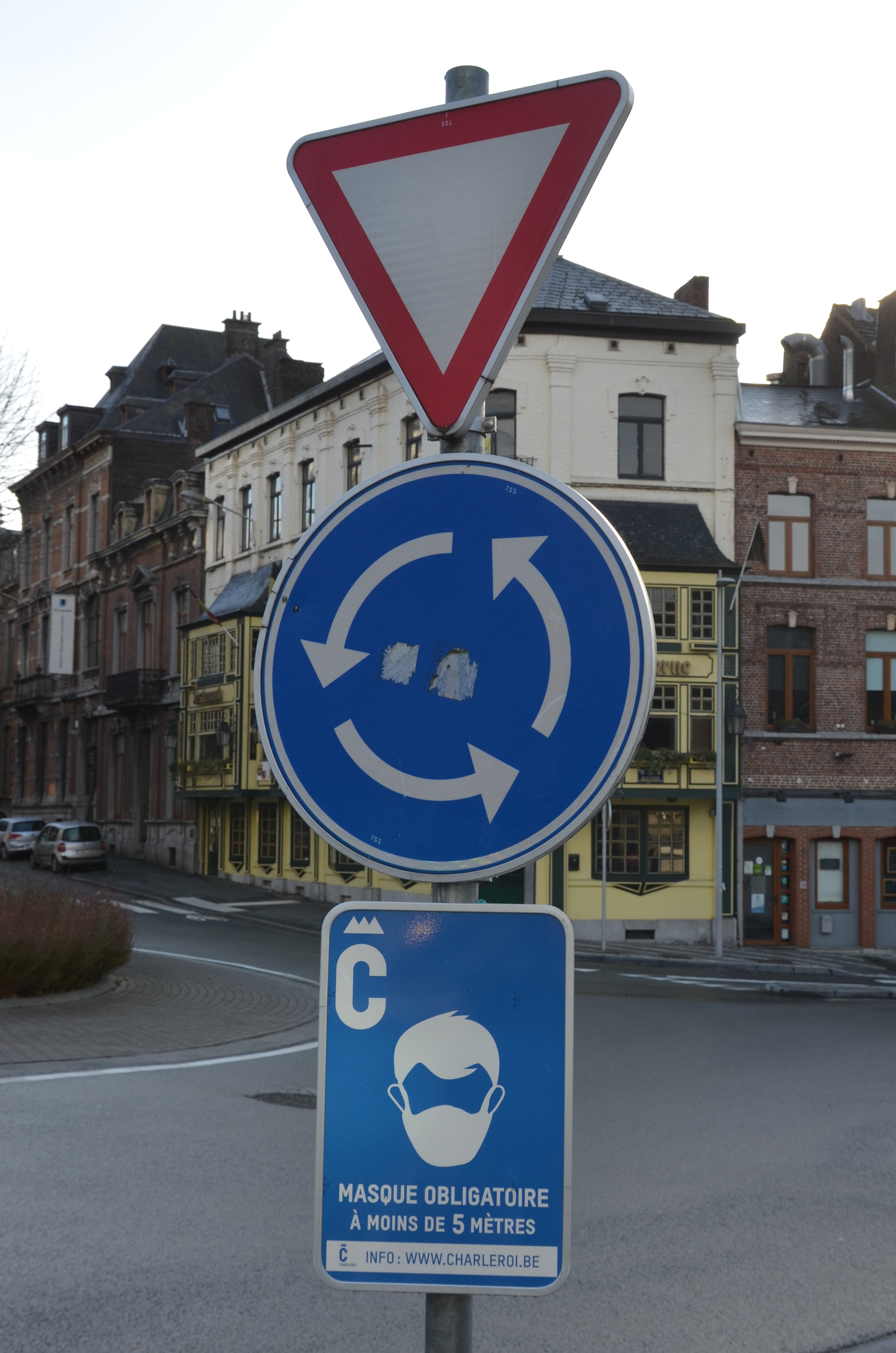
À Charleroi, une signalisation plus permanente de décembre 2020.

Différentes villes et communes rendent le port du masque obligatoire, dont certaines dans les rues commerçantes et les lieux publics fréquentés,. À Anvers, il est obligatoire d'avoir un masque sur soi, tandis que sur la côte, le port du masque est rendu obligatoire.
Le 25 juillet 2020, le port du masque devient obligatoire dans les rues commerçantes, les marchés et les brocantes. À partir du 29 juillet 2020, le CNS décide de prendre des mesures supplémentaires en raison d'une augmentation des cas de contamination. La « bulle sociale » est ainsi rétrécie à 5 personnes maximum en dehors du foyer, tout comme les rassemblements qui sont limités.

### Phase 5
Prévue pour le 1er août 2020, elle est finalement reportée,. Elle doit permettre la tenue de manifestations et services religieux pour un maximum de 400 personnes à l'intérieur et de 800 personnes à l'extérieur.

## Seconde propagation du virus

Nombre de nouveaux cas (bleu) et nombre de décès (rouge) - lissage dégressif, coordonnées logaritmiques (2020-2021). Après une croissance exponentielle en septembre et octobre, l'épidémie amorce un recul début novembre.

### Septembre–octobre 2020
Le 30 septembre 2020, l'application de traçage numérique des contacts Coronalert est lancée officiellement.
Le 6 octobre 2020, les contacts sociaux sont limités, les bars doivent fermer à 23h. Le 19 octobre 2020, un couvre-feu est mis en place de minuit à 5 h du matin ; un couvre-feu de 1h à 6h était déjà appliqué dans les provinces du Brabant Wallon et du Luxembourg depuis respectivement les 13 et 14 octobre. De plus, les bars et restaurants sont à nouveau fermés ; les contacts rapprochés sont limités à 1 personne maximum ; les rassemblements privés sont limités à quatre personnes pendant deux semaines, toujours les mêmes ; les rassemblements sur la voie publique sont limités à quatre personnes maximum ; le télétravail redevient la règle. Le 24 octobre 2020, extension du couvre-feu de 22 h à 6 h du matin en Wallonie. Le  26 octobre 2020, le couvre-feu à Bruxelles est désormais d'application de 22 h à 6 h du matin.

### Novembre 2020
Le 2 novembre 2020, un nouveau confinement national se prolongera au moins jusqu'au 13 décembre suivant. Le 17 novembre 2020, d'après le bilan quotidien de Sciensano, le taux de reproduction du SARS-CoV-2 est passé sous la barre de 1.
Le 19 novembre 2020, selon le ministre fédéral de la santé Frank Vandenbroucke, le gouvernement n'est pas près d’alléger les mesures.
Le 24 novembre 2020, le nombre de nouvelles hospitalisations par jour passe sous la barre des 300. Le 27 novembre 2020, le Comité de concertation prolonge le confinement national jusqu'au 31 janvier 2021. Le 30 novembre 2020, réouverture des musées et des piscines.

### Décembre 2020
Le  1er décembre 2020, réouverture des commerces non essentiels, avec application des mesures sanitaires (port du masque obligatoire, distances sociales, etc..).
Le  10 décembre 2020, prolongation du couvre-feu en Wallonie et à Bruxelles jusqu'au 15 janvier 2021, la Wallonie fera une exception le 24 décembre où le couvre-feu débutera à minuit au lieu de 22 h.
Le 18 décembre 2020, le Comité de concertation annonce aucun assouplissement des mesures pour les vacances de Noël ; le télétravail reste obligatoire et des contrôles plus stricts sont prévus avec amendes à la clé ; quarantaine obligatoire pour les retours de l'étranger ; la bulle de contact n'est pas élargie, même pour les 24 et 25 décembre, à l'exception des personnes isolées qui pourront inviter deux personnes au lieu d'une ; le shopping récréatif est interdit.
Le 20 décembre 2020, à partir de minuit, pour une durée minimale de 24 h, les vols et les trains en provenance du Royaume-Uni sont suspendus en raison de la découverte d'une nouvelle souche du virus plus contagieuse,.

### Janvier 2021
Les 2 et 3 janvier 2021, renforcement des contrôles pour les Belges revenant de l'étranger. Le 8 janvier 2021, selon le biostatisticien Geert Molenberghs, entre 2 500 et 5 000 personnes sont revenues de vacances infectées par le SARS-CoV-2. Le 12 janvier 2021, prolongation du couvre-feu jusqu'au 15 février 2021 en Wallonie. Également, prolongation du confinement jusqu'au 1er mars 2021.
Le  13 janvier 2021, à l'instar de la Wallonie, la région de Bruxelles-Capitale prolonge les mesures sanitaires jusqu'au 1er mars 2021.Le  22 janvier 2021, le Comité de concertation interdit du 27 janvier 2021 au 1er mars 2021 les voyages non essentiels hors de Belgique et autorise la réouverture des métiers de contact pour le 15 février 2021 au plus tard avec des mesures sanitaires à respecter.

### Février 2021
Le  5 février 2021, les mesures sanitaires sont prolongées jusqu'au 1er avril 2021, les voyages non essentiels restent interdits jusqu'à cette date. L'obligation de se faire tester lors d'un retour d'une zone rouge est étendue jusqu'à l'âge de 6 ans. Le comité de concertation autorise l'ouverture des salons de coiffure dès le 13 février 2021 avec un protocole sanitaire à respecter, et la reprise des autres métiers de contact non-médicaux dès le 1er mars 2021.

## Troisième propagation du virus

### Février 2021
Le  26 février 2021, le comité de concertation autorise la reprise d'activité des métiers de contact dès le 1er mars 2021.

### Mars 2021
Le  1er mars 2021, en Wallonie et en Flandre, le couvre-feu est désormais appliqué de minuit à 5 h du matin, contrairement à Bruxelles où il reste d'application de 22 h à 6 h. Le 5 mars 2021, nouveau comité de concertation : dès le 8 mars 2021, les rassemblements extérieurs de maximum 10 personnes sont autorisés avec le port du masque obligatoire, les funérailles sont limitées à 50 personnes avec une personne sur 10 m2, les activités extra-scolaires peuvent reprendre, avec maximum 10 personnes en extérieur pour les moins de 19 ans, 25 personnes pour les moins de 13 ans et maximum 10 personnes en intérieur. Dès le 15 mars 2021, les sorties scolaires d'un jour sont à nouveau autorisées pour les écoles primaires et secondaires. Les écoles supérieures peuvent assurer 1 jour en présentiel par semaine, tandis que les « élèves vulnérables spécifiques » peuvent reprendre un temps plein. Dès avril 2021, les activités culturelles peuvent reprendre à l'extérieur, avec un maximum de 50 personnes, les camps de jeunesse sont limités à 25 personnes avec un test. À partir du 19 avril 2021, les élèves du primaire et du secondaire reprennent les cours en présentiel à 100 %. Dès mai 2021, les activités culturelles et événementielles peuvent reprendre sous des conditions strictes. Les établissements Horeca peuvent rouvrir, aussi bien à l'intérieur qu'à l'extérieur. Les marchés et les brocantes peuvent reprendre leur activité.
Le 19 mars 2021, nouveau comité de concertation : le port du masque est désormais obligatoire pour les élèves de 5e et 6e primaire. ; dès le 3 avril 2021, les personnes âgées de plus de 12 ans doivent être assises du côté fenêtre dans les trains à destination des lieux touristiques. ; les assouplissements prévus pour avril 2021 ont été reportés à une date inconnue.
Le 24 mars 2021, nouveau comité de concertation : les magasins non essentiels doivent être fermés du 27 mars 2021 au 25 avril 2021, mais ils peuvent recevoir des clients sur rendez-vous et assurer le « click&collect ». Les métiers de contact non-médicaux doivent également cesser leur activité ; les écoles primaires doivent suspendre les cours la semaine du 29 mars 2021, les écoles secondaires et écoles supérieures peuvent suspendre les cours ou assurer les cours en distanciel. 
Le 25 mars 2021, la Fédération Wallonie-Bruxelles a décidé d'également fermer les écoles maternelles la semaine du 29 mars 2021, mais les garderies restent ouvertes si nécessaire : les rassemblements extérieurs sont limitées à 4 personnes, enfants de moins de 12 ans non-inclus. Les stages et les camps de jeunes restent autorisés en groupe de 10 personnes maximum, sans nuitée, et doivent être en extérieur pour les plus de 12 ans. Le 31 mars 2021, le tribunal de première instance de Bruxelles ordonne à l’État « de mettre fin aux mesures de restrictions ou à les encadrer par une loi » sous 30 jours « pour remédier à la situation et faire entrer ses restrictions dans un cadre légal ».

### Avril 2021
Le 14 avril 2021, un nouveau comité de concertation a lieu : dès le 19 avril, les cours sont donnés en présentiel jusqu'à la deuxième secondaire et les voyages non essentiels sont de nouveaux autorisés, mais restent déconseillés ; dès le 26 avril, les magasins non essentiels peuvent rouvrir, les métiers de contact non-médicaux peuvent reprendre leurs activités et les rassemblements en extérieur sont limités à 10 personnes ; dès le 8 mai, l'horeca peut rouvrir ses terrasses uniquement, la bulle sociale passe à 2 personnes, le couvre-feu est remplacé par une interdiction de rassemblement supérieur à 3 personnes entre minuit et 5 h et des évènements de 50 personnes maximum peuvent être organisés en extérieur.
Le  20 avril 2021, selon le porte-parole du Centre interfédéral de crise, Yves Van Laethem, quasiment tous les lits en unité de soins intensifs sont occupés.
Le 23 avril 2021, nouveau comité de concertation : les terrasses peuvent rouvrir dès le 8 mai et peuvent rester accessible jusqu'à 22 heures, avec un maximum de 4 personnes par table, sauf pour les familles nombreuses, et un maximum de 50 personnes par terrasse. Les tables doivent être séparées de 1,50 m. Le personnel doit en permanence porter le masque, tandis que les clients doivent le porter lorsqu'ils se lèvent de table. Cependant, le service au bar n'est pas autorisé ; les évènements en extérieur restent limités à 50 personnes et des évènements tests auront lieu en intérieur ; le salaire est garanti pour les travailleurs du titre-service souhaitant suspendre leur prestation pour des raisons sanitaires.
Le  27 avril 2021, les voyageurs en provenance d'Inde, du Brésil et d'Afrique du Sud ont interdiction temporaire de venir en Belgique, en raison des variants plus virulents circulant dans ces pays, les résidents et/ou citoyens belges peuvent revenir en Belgique, mais ils doivent effectuer un test de dépistage et une quarantaine. Le 28 avril 2021 : dès le 10 mai 2021, les élèves de l'enseignement obligatoire reprennent les cours exclusivement en présentiel.

### Mai 2021
Le  11 mai 2021, un nouveau comité de concertation a lieu. Dès le 9 juin 2021, si moins de 500 personnes aux soins intensifs et 80 % de personnes atteintes de comorbidités vaccinées :
- La bulle sociale est élargie à quatre personnes,
- l'Horeca peut ouvrir en intérieur jusqu'à 22 heures, et jusqu'à 23 h 30 en extérieur,
- les évènements sont limités à 200 personnes en intérieur et à 400 en extérieur,
- les activités sportives sont limitées à 50 personnes en intérieur et à 100 personnes en extérieur, mais les sports de contact ne sont pas concernés,
- les fêtes et réceptions sont limitées à 50 personnes en intérieur,
- les cultes, funérailles et mariages peuvent accueillir maximum 100 personnes en intérieur et 200 personnes en extérieur,
- les camps de jeunes sont limités à 50 personnes, sans nuitée,
- les foires, brocantes et marchés sont autorisés,
- les lieux publics peuvent rouvrir,
- le télétravail reste obligatoire, avec possibilité d'un jour en présentiel par semaine.

### Juin 2021
Le  4 juin 2021, nouveau comité de concertation a lieu . Dès le 9 juin 2021 : la bulle sociale n'est plus obligatoire, mais une bulle de quatre personnes est recommandée, et l'Horeca peut ouvrir de 5 heures à 23 h 30 en intérieur et en extérieur, avec maximum quatre personnes par table ou plus pour un même ménage. Dès le 1er juillet 2021 : les personnes non vaccinées ou ne disposant pas d'un certificat de rétablissement doivent passer un test PCR lors du retour de zones rouges ou de zones à haut risque, en cas de retour de zones à haut risque, une quarantaine de 10 jours doit également être effectuée. Lors du retour de zones orange et vertes, le test PCR et la quarantaine ne sont pas obligatoires. Dès le 13 août 2021, les évènements peuvent accueillir jusqu'à 75 000 personnes complètement vaccinées ou ayant eu un test PCR négatif.
Le 18 juin 2021, un nouveau comité de concertation a lieu. Dès le 27 juin 2021 : la bulle sociale passe de quatre à huit personnes,
, l'Horeca peut ouvrir jusqu'à 1 heure du matin, avec maximum huit personnes par table ; les restrictions de rassemblement sont levées ; les grands gîtes doivent suivre un protocole particulier, mais ne peuvent plus imposer de limites de personnes ; le shopping à plusieurs est autorisé avec le port du masque ; le télétravail n'est plus obligatoire mais reste recommandé ; les cultes, mariages et funérailles peuvent accueillir jusqu'à 200 personnes en intérieur, et jusqu'à 400 personnes en extérieur ; les évènements sont limités à 2 000 personnes ou à 80 % de la capacité de la salle en intérieur, et à 2500 personnes en extérieur ; et les camps de jeunes peuvent accueillir jusqu'à 100 personnes avec nuitée.

### Août 2021
Le 20 août 2021, un nouveau comité de concertation a lieu. Dès le 1er septembre 2021, à l'exception de Bruxelles-Capitale : les évènements de moins de 200 personnes en intérieur et moins de 400 en extérieur n'ont plus de restriction, au-delà, les organisateurs peuvent utiliser l'application CovidSafeBE pour ne pas imposer le port du masque ou la distanciation sociale ; les restrictions imposées à l'Horeca sont levées, le masque reste obligatoire pour les déplacements ; le nombre d'invités dans l'espace privé n'est plus limité ; les buffets et les danses sont de nouveaux autorisés dans les fêtes privées ; et les restrictions concernant les mariages civils, funérailles et cultes religieux sont levées, le port du masque reste cependant obligatoire. Dès le 1er octobre 2021 :  les discothèques et bars dansants peuvent rouvrir sur base de protocoles concernant la qualité de l'air, la ventilation et la capacité maximale selon la superficie, et la jauge des évènements autorisés sans restrictions passent à 500 personnes en intérieur et à 750 en extérieur.

## Quatrième propagation du virus

### Octobre 2021
Le 26 octobre 2021, un nouveau comité de concertation a lieu. Dès le 29 octobre 2021 : le port du masque redevient obligatoire dans les établissements de soins, les lieux publics, les lieux de culte ainsi que les bâtiments judiciaires. Si le Covid Safe Ticket est appliqué, le masque n'est pas obligatoire, mais la prudence reste de mise, et le télétravail est fortement recommandé.
En octobre 2021, l'Union européenne compte 23 871 138 certificats covid numériques de l'UE émis par la Belgique.

### Novembre 2021
Le 17 novembre 2021, un nouveau comité de concertation a lieu. Dès le 20 novembre 2021 : le port du masque devient obligatoire en intérieur dès l'âge de 10 ans, sauf à l'école ; le Covid Safe Ticket ne dispense plus du port du masque, à l'exception de l'Horeca à table et en discothèque si un test rapide est effectué à l'entrée ; le Covid Safe Ticket est obligatoire pour les évènements de plus de 50 personnes en intérieur et plus de 100 personnes en extérieur ; et le télétravail redevient obligatoire 4 jours par semaine, puis 3 jours par semaine dès le 13 décembre 2021. Dès le printemps 2022, une troisième dose de vaccin sera disponible pour tous.
Le 26 novembre 2021, un nouveau comité de concertation a lieu. Dès le 29 novembre 2021 : les boîtes de nuits et les discothèques doivent fermer ; l'Horeca devra fermer à 23 h au plus tard, avec une limite de 6 personnes par table, exception faite pour les ménages de plus de 6 personnes ;  les contacts doivent être limités, notamment avec les personnes vulnérables ;  les fêtes privées hors domicile sont interdites, tandis que les mariages et les funérailles restent autorisés ;  les évènements publics en intérieur restent autorisés à la condition que l'on est assis ;  les évènements en extérieur doivent respecter les règles de distanciation sociale et une distance de 1,5 mètre entre les groupes, si cela n'est pas possible, l'évènement est supprimé ;  les compétitions sportives en intérieur ne peuvent plus accepter de public, à l'exception des parents des participants de moins de 18 ans ;  le télétravail obligatoire 4 jours par semaine est prolongé jusqu'au 19 décembre 2021.

### Décembre 2021
Le 3 décembre 2021 un nouveau comité de concertation décide que, dès le 4 décembre 2021, le port du masque est obligatoire dès l'âge de 6 ans, les regroupements et activités privés en intérieurs sont interdites.
Dès le 6 décembre 2021 l'enseignement secondaire est hybride, sauf pour les examens qui s'effectuent en présentiel, les évènements intérieurs de plus de 200 personnes sont interdits, les activités parascolaires sont interdites. Le 20 décembre 2021 les écoles maternelles et primaires ferment. Le 22 décembre 2021 un nouveau comité de concertation décide qu'à partir du 26 décembre 2021, les établissements culturels et récréatifs seront fermés, les entraînements sportifs et les matchs se feront sans public, les marchés de Noël sont autorisés en extérieur avec une personne pour 4 m2, les courses ne pouvant se faire qu'à 2 personnes maximum, à l'exception des enfants. Le 10 janvier 2022 les écoles peuvent rouvrir, le masque restant obligatoire dès 6 ans.
Le 28 décembre 2021, le Conseil d'État lève la fermeture des théâtres préconisée lors du comité de concertation du 22 décembre. À la suite de cet arrêté, la ministre de la Culture, Bénédicte Linard, appelle à la réouverture des cinémas.

## Cinquième propagation du virus

### Janvier 2022
Le 6 janvier 2022 un nouveau comité de concertation décide que, dès le 10 janvier 2022, la rentrée scolaire se fera à 100% en présentiel, avec application des mesures sanitaires. De nouvelles dispositions de tests et de quarantaines sont mises en place.
Le 21 janvier 2022 le nouveau comité annonce, pour le 28 janvier 2022, l'application d'un baromètre divisé en 3 niveaux représentés par des couleurs : jaune, orange et rouge, le niveau rouge étant décidé pour l'entrée en vigueur. Le certificat de vaccination est désormais valide 150 jours après la deuxième dose, tandis qu'il reste valide indéfiniment après la troisième dose. Certains secteurs économiques peuvent rouvrir, à l'exception des discothèques et des boîtes de nuit.
Le nombre de cas atteint un pic, le 24 janvier, de 52 138 cas nouveaux, qui décroit rapidement.

### Février 2022
Le 11 février 2022, un nouveau comité de concertation annonce, pour le 18 février 2022, un passage au code orange, la fin de l'obligation du télé-travail et la fin du port du masque pour les élèves de moins de 12 ans. Le shopping n'est plus limité à deux personnes, l'Horeca n'est plus soumis à une heure de fin et la limitation du nombre de personnes à table est levée, les concerts « debouts » peuvent être organisés avec des règles, les discothèques peuvent rouvrir sous conditions, les salles de congrès peuvent aussi rouvrir avec des mesures sanitaires.

## Sixième propagation du virus

### Mars 2022
Le 4 mars 2022, un nouveau comité de concertation annonce que, dès le 7 mars 2022, le port du masque n'est plus obligatoire mais conseillé, à l'exception des établissements de soin et des transports où il reste obligatoire, le Covid Safe Ticket n'est plus d'application. Les voyageurs en provenance de l'étranger ne doivent plus remplir de formulaire, sauf s'ils proviennent d'un pays n'étant pas sur la liste blanche de l'Union européenne. Le télétravail reste possible, les entreprises et les services publics peuvent définir un régime de télétravail.

### Mai 2022
Le 20 mai 2022, un nouveau comité de concertation annonce la désactivation du baromètre. Dès le 23 mai 2022, le port du masque ne sera plus obligatoire dans les transports en commun, mais reste conseillé, et il reste obligatoire dans les établissements de santé et lors des visites à domicile si la distance de 1,5 m ne peut être respectée. Les voyages non-essentiels ne sont plus interdits, le certificat de vaccination, de rétablissement ou un test négatif ne sont plus obligatoires pour entrer en Belgique. Le Passenger Locator Form n'est plus obligatoire, ainsi que les testings et la quarantaine, mais restent recommandés en cas d'un retour d'un pays où un variant inquiète.

## Évolution

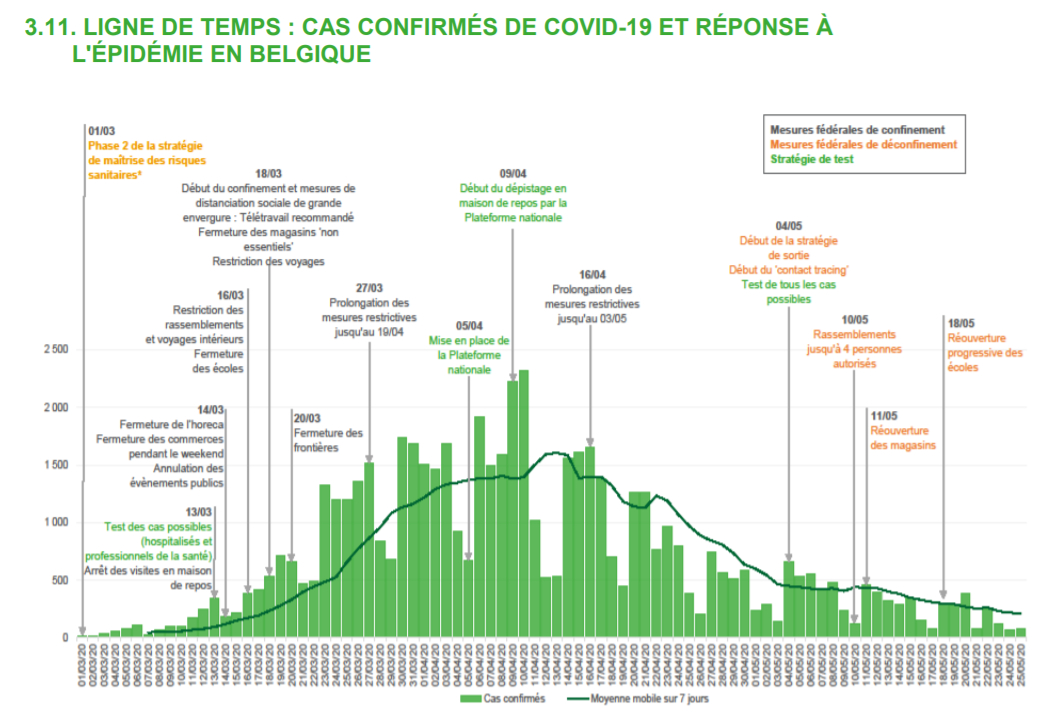
Chronologie publiée dans le rapport Sciensano du 29 mai 2020 présentant les principales mesures adoptées en regard de l'évolution du nombre de cas confirmés.

### Cas confirmés

#### Cas confirmés cumulés
Cas confirmés cumulés
(au 8 septembre 2021)
Le graphique qui aurait dû être présenté ici ne peut pas être affiché car il utilise l'ancienne extension Graph, désactivée pour des questions de sécurité. Des indications pour créer un nouveau graphique avec la nouvelle extension Chart sont disponibles ici.

Voir ou modifier les données brutes du graphique.

#### Tests et cas confirmés
Tests et cas confirmés par jour
(au 27 novembre 2021)
Le graphique qui aurait dû être présenté ici ne peut pas être affiché car il utilise l'ancienne extension Graph, désactivée pour des questions de sécurité. Des indications pour créer un nouveau graphique avec la nouvelle extension Chart sont disponibles ici.

Remarque :
- À partir du 10 avril 2020, le dépistage est systématiquement réalisé au sein des maisons de repos, tant pour le personnel que pour les résidents. Les chiffres sont ajoutés au fur et à mesure que les résultats parviennent à Sciensano à partir du 15 avril 2020, cela induit une modification dans la définition de cas ayant conduit jusqu'alors à un test et, par conséquent, une augmentation de la détection de porteurs symptomatiques et asymptomatiques[1].
- Du 20 octobre au 23 novembre 2020, le dépistage se concentre temporairement sur les cas symptomatiques[201].

#### Nouveaux cas confirmés par jour et par région
Nouveaux cas confirmés par région
(au 27 novembre 2021)
Le graphique qui aurait dû être présenté ici ne peut pas être affiché car il utilise l'ancienne extension Graph, désactivée pour des questions de sécurité. Des indications pour créer un nouveau graphique avec la nouvelle extension Chart sont disponibles ici.

Remarque :
- À partir du 15 avril 2020, introduction des cas confirmés par le dépistage systématique en maisons de repos[1].

### Hospitalisations

#### Nouvelles hospitalisations
Entrées et sorties d'hôpital
(au 27 novembre 2021)
Le graphique qui aurait dû être présenté ici ne peut pas être affiché car il utilise l'ancienne extension Graph, désactivée pour des questions de sécurité. Des indications pour créer un nouveau graphique avec la nouvelle extension Chart sont disponibles ici.

#### Hospitalisations en cours
Nombre total de personnes hospitalisées et aux soins intensifs
(au 8 septembre 2021),
Le graphique qui aurait dû être présenté ici ne peut pas être affiché car il utilise l'ancienne extension Graph, désactivée pour des questions de sécurité. Des indications pour créer un nouveau graphique avec la nouvelle extension Chart sont disponibles ici.

Voir ou modifier les données brutes du graphique.

### Nombre de décès
Nombre de décès de Covid-19 recensés par jour en Belgique
Cumul du nombre de décès :
25 442 (au 8 septembre 2021) 
Le graphique qui aurait dû être présenté ici ne peut pas être affiché car il utilise l'ancienne extension Graph, désactivée pour des questions de sécurité. Des indications pour créer un nouveau graphique avec la nouvelle extension Chart sont disponibles ici.

Voir ou modifier les données brutes du graphique.
Remarques :
- Au 6 avril 2020, 80 % des décès rapportés se sont produits en milieu hospitalier, 20 % dans d'autres unités de soins ou d'hébergement, ils concernent davantage un public âgé pour lequel une forte suspicion d'infection au coronavirus SARS-CoV-2 est rapportée sans pour autant qu'un test soit venu confirmer la cause du décès[1].
- Au 10 avril 2020, les 3 019 décès enregistrés se répartissent comme suit : 57 % sont survenus en milieu hospitalier, 40 % en maisons de soins et de repos, 1 % au domicile du patient et pour 2 %, l'information n'était pas disponible[1].
- Au 6 mai 2020, 47,6  % des décès sont survenus en milieu hospitalier et 52,4  % en milieu extra-hospitalier (soit respectivement pour 8 339 décès, 3 969 (hospitalier), 4 370 (extra-hospitalier)[1]). Par ailleurs, à cette date, 110 décès ont été enregistrés durant les 24 heures précédentes auxquels ont été ajoutés, selon le prescrit de l'OMS, 229 décès en milieu hospitalier survenus entre le 24 mars et le 10 avril et qui n'avaient pas été pris en compte en raison du fait qu'ils n'avaient pas fait l'objet d'un dépistage ou que seul un scanner thoracique avait été réalisé. Ces décès seront à partir du 6 mai systématiquement comptés parmi les décès imputables au Covid-19[1].
- Le 21 janvier 2021, 38 décès ont été retirés à la suite des corrections dans les bases de décès envoyées à Sciensano[1].

## Localisation des cas
| Région                       | Cas confirmés | Hospitalisés (en cours) | Sorties hôp. | Décès  |
| ---------------------------- | ------------- | ----------------------- | ------------ | ------ |
| Région flamande              | 564 901       |                         |              | 12 777 |
| Région de Bruxelles-Capitale | 157 106       |                         |              | 3 332  |
| Wallonie                     | 452 976       |                         |              | 9 319  |
| Données non disponibles      | 23 520        | 701                     | 75 696       |        |
| Total                        | 1 198 503     | 701                     | 75 696       | 25 428 |

### Distribution des cas confirmés par province
Distribution des cas confirmés par province
(au 8 septembre 2021)
Le graphique qui aurait dû être présenté ici ne peut pas être affiché car il utilise l'ancienne extension Graph, désactivée pour des questions de sécurité. Des indications pour créer un nouveau graphique avec la nouvelle extension Chart sont disponibles ici.

## Décès

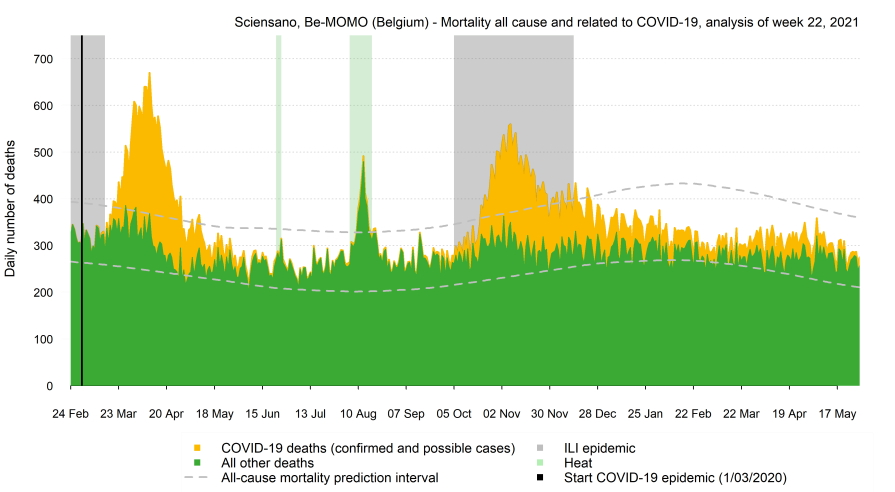
Évolution de la mortalité en Belgique, surmortalité et données de signalement (Sciensano) - mise à jour des données au 11 juin 2021.

Très tôt dans la crise, la Belgique a fait le choix de présenter, dans ses données relatives à la pandémie, à la fois les décès liés au Covid-19 enregistrés en milieu hospitalier et ceux enregistrés dans les maisons de repos et de soins. Ces derniers ne faisant pas systématiquement l'objet d'un test de confirmation, ils étaient réputés être des cas de mortalité suspects, c'est-à-dire, probablement liés au Covid-19 mais sans certitude absolue. Le 23 avril 2020, l'Institut de santé publique belge Sciensano publie dans son rapport épidémiologique quotidien un graphique reprenant les données de monitoring journalier de la mortalité en Belgique. Ce graphe présente la mortalité attendue et, avec le début de l'épidémie, une augmentation de la courbe liée à la surmortalité enregistrée dans le pays. Une courbe représente la mortalité enregistrée en milieu hospitalier et une seconde, le recensement des décès tel que rapporté par l'organisme de santé publique Sciensano incluant à la fois les décès hospitaliers confirmés et les décès extra-hospitaliers (confirmés ou suspects). Le graphe montre que cette méthodologie de reporting adoptée par les autorités sanitaires est hautement corrélée avec la sur-mortalité enregistrée en Belgique à la même période (Rho de Spearman : 0.92 ; p<0,01 - au 8 mai 2020).
Le 15 mai 2020, Yves Van Laethem, porte-parole fédéral du ministère de la santé, rapporte lors de la conférence de presse l'étude menée par le journal britannique The Economist. Cette étude compare la surmortalité enregistrée dans différents pays ou régions et les chiffres officiels de décès imputés au Covid-19 transmis par ces mêmes pays ou régions. Le tableau des données ainsi généré laisse apparaître que la Belgique est la seule à avoir développé une méthodologie de reporting qui la rapproche du nombre de morts liés à la surmortalité effectivement enregistrée sur le territoire à la même période. L'Organisation mondiale de la santé plaide pour que le modèle belge soit adopté par l'ensemble des nations en matière de reporting des décès pour le suivi de la pandémie à l'échelle internationale.
| Région/Pays | Période              | Morts Covid-19 | Surmortalité | %âge    |
| --- | -------------------- | -------------- | ------------ | ------- |
| Royaume-Uni | 14 mars - 1er mai    | 36649          | 50972        | 71,90%  |
| Espagne | 11 mars - 28 avril   | 23787          | 30692        | 77,50%  |
| Italie | 26 février - 31 mars | 12418          | 25807        | 48,12%  |
| France | 10 mars - 27 avril   | 23263          | 25023        | 92,97%  |
| New York City | 15 mars - 18 avril   | 14411          | 15970        | 90,24%  |
| Pays-Bas | 16 mars - 26 avril   | 4455           | 8660         | 51,44%  |
| Belgique | 16 mars - 26 avril   | 7559           | 7397         | 102,19% |
| Istanbul | 22 mars - 25 avril   | 1343           | 3067         | 43,79%  |
| Suède | 18 mars - 28 avril   | 2686           | 2933         | 91,58%  |
| Jakarta | 1er mars - 30 avril  | 381            | 2785         | 13,68%  |
| Autriche | 23 mars - 5 avril    | 188            | 330          | 56,97%  |
| source: (en) « Tracking covid-19 excess deaths across countries », sur economist.com, 12 mai 2020 (consulté le 18 mai 2020). |                      |                |              |         |

Répartition du nombre de décès par sexe et âge

(au 25 février 2021)
Le graphique qui aurait dû être présenté ici ne peut pas être affiché car il utilise l'ancienne extension Graph, désactivée pour des questions de sécurité. Des indications pour créer un nouveau graphique avec la nouvelle extension Chart sont disponibles ici.

### Premiers décès enregistrés
1. Une patiente, âgée de 90 ans, est rentrée à l'hôpital Molière-Longchamp (Hôpitaux Iris Sud) à Forest lundi 9 mars vers 13 h - 13 h 40. « Cette patiente avait une pathologie lourde quand elle est arrivée. Elle est rentrée pour un symptôme aigu pulmonaire mais elle avait d'autres maladies » précise le Dr Deladrière. « Elle avait été prise en charge en isolement complet dès son arrivée »[réf. nécessaire].
2. Un patient de 73 ans, admis le 4 mars à l'hôpital Sainte-Élisabeth (réseau des Cliniques de l’Europe) à Uccle, est décédé le mercredi 11 mars aux soins intensifs[réf. nécessaire].
3. Un patient de 86 ans testé positif au SARS-CoV-2 et placé en quarantaine est décédé dans une maison de repos à Rhode-Saint-Genèse[Quand ?][réf. nécessaire].
4. Un patient centenaire serait mort après avoir été infecté par le SARS-CoV-2 à l'hôpital des Bruyères de Liège, le 14 mars 2020[205],[206]. Le rapport de Sciensano du 16 mars ne fait cependant pas mention d'un patient centenaire parmi les personnes décédées.

## Mesures sociales et sanitaires

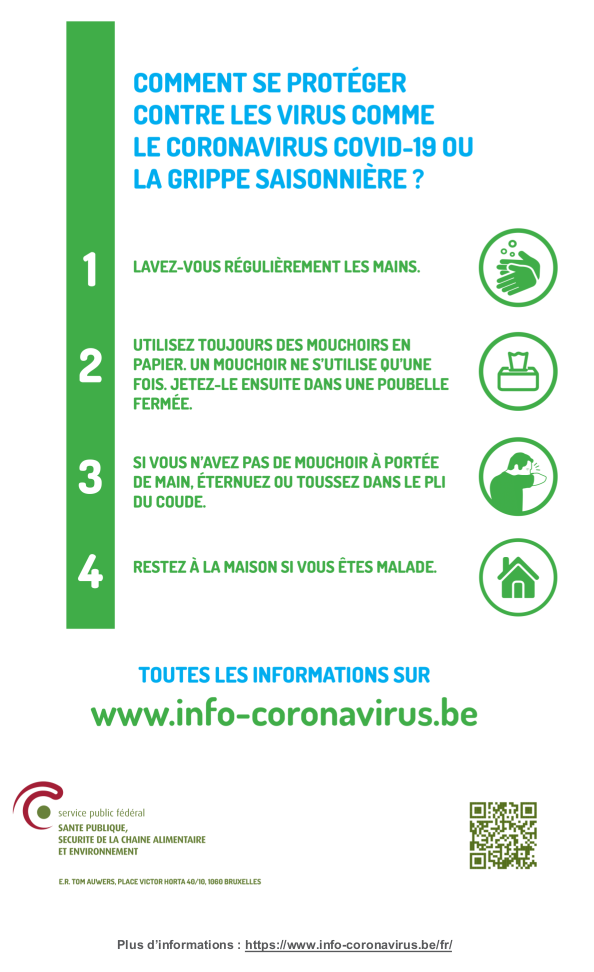
Conseils officiels de prévention lors de la pandémie de Covid-19.

Parmi les mesures sanitaires individuelles et les règles de discipline collective destinées à protéger la population contre la Covid-19, on retiendra surtout l'hygiène des mains, le maintien d'une distance de sécurité de plus de 1,5–2 m entre deux personnes et le confinement.

### Hygiène des mains

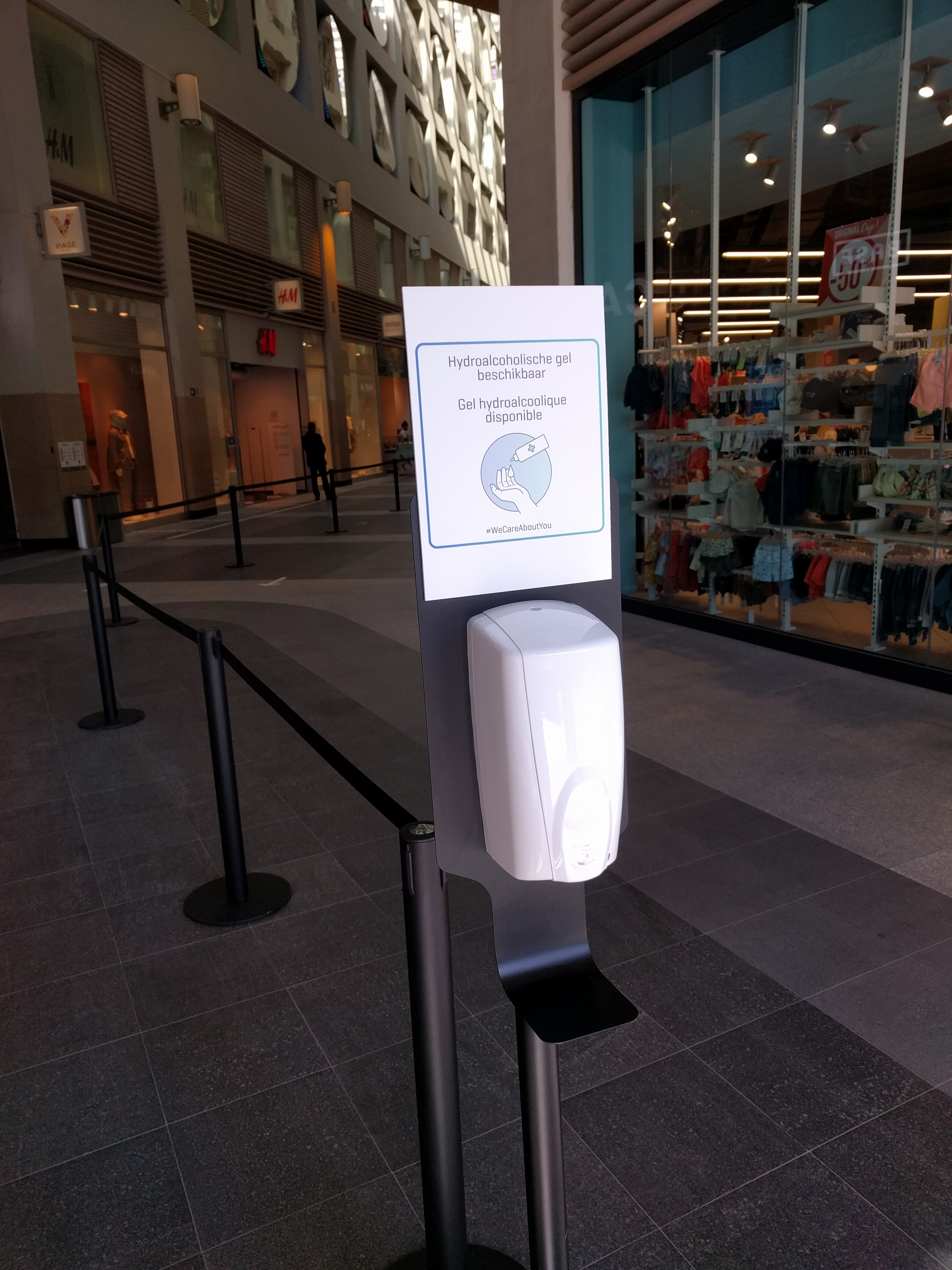
Gel hydroalcoolique, galerie Anspach à Bruxelles.

Des mesures de protection individuelle contre la propagation des virus, la plus importante est sans conteste celle de l'hygiène des mains, tel que rappelé régulièrement dans les consignes gouvernementales. En effet, les mains sont le tout premier vecteur des contaminations de tous types, quelles soient de nature radioactive, chimique ou biologique et notamment de celles par les virus et les bactéries.

### Masques

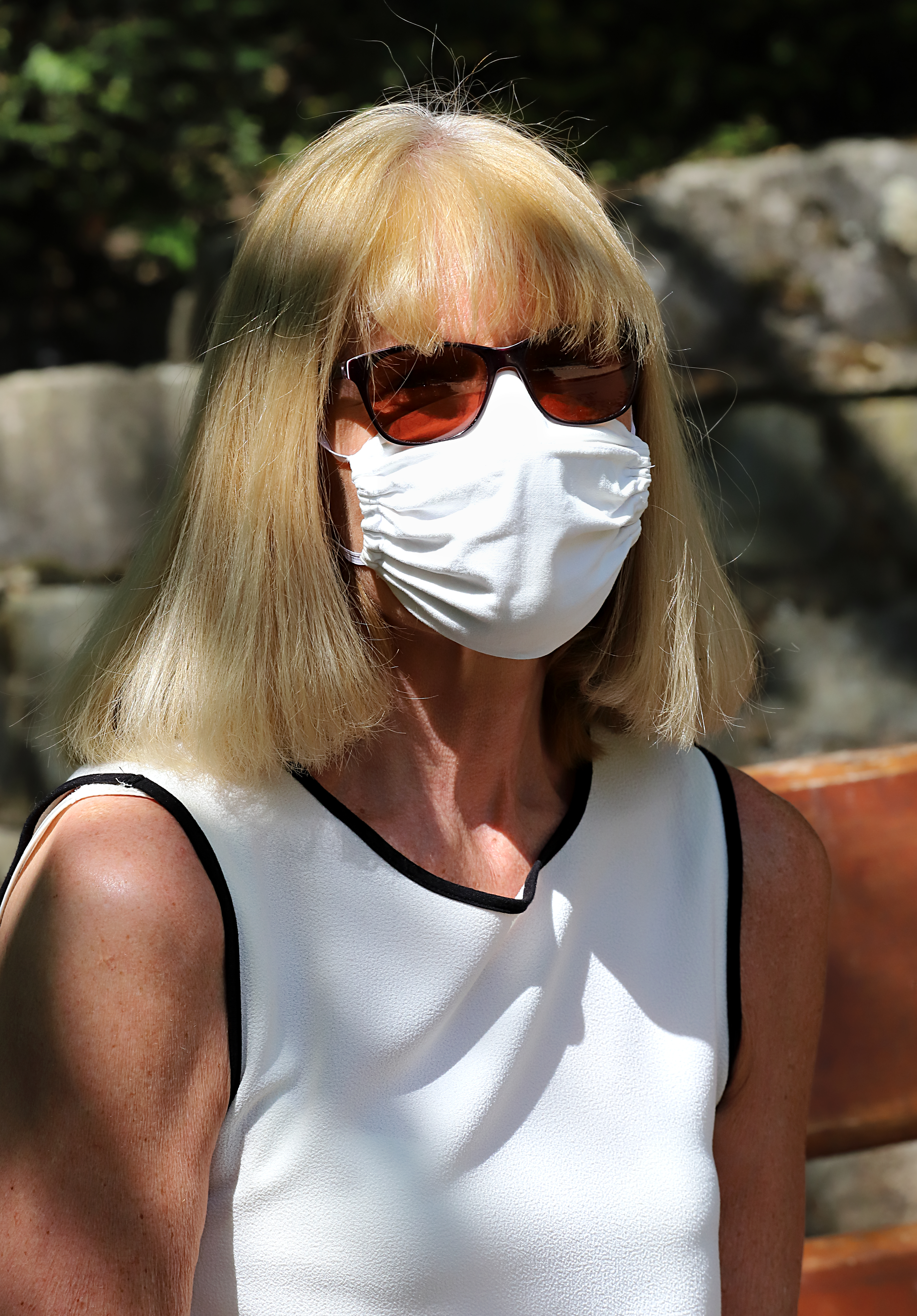
Port du masque dans le parc communal de Mouscron, jeudi 23 avril 2020.

Le port d'un masque buccal (par exemple un masque chirurgical), en vigueur dans les hôpitaux et les services médicaux directement exposés à la Covid-19, permet surtout de protéger autrui en évitant la dispersion dans l'air, les projections sur les surfaces ou au visage d'une autre personne, de gouttelettes respiratoires contaminées par le virus. Il permet d'arrêter les postillons et les plus grosses particules projetées dans l'air par la toux ou les éternuements. En revanche, seuls les masques FFP2 (de l'anglais Filter Face Piece) sont agréés pour limiter l'inhalation des aérosols les plus fins porteurs de virus présents dans l'air. Les masques FFP2 et FFP3 se périment après quelques heures d'utilisation et doivent être utilisés lors d'expositions directes avec l'agent pathogène. Pour cette raison, ils sont réservés au corps médical exposé. Le port du masque ne permet pas d'outrepasser la distanciation sociale. Les masques sont parfois mal mis, ou mal utilisés.
En mars, le journal Le Soir rappelle : « l’utilisation abusive de masques est une mise en danger directe de la santé publique. En effet, le système hospitalier en manque. L’occasion de rappeler à qui ils sont vraiment destinés ». Le ministère de la Santé, appelle aux dons de masques pour les hôpitaux en pénurie. Le 5 avril, la ministre de la Santé, réaffirme que les mesures d’hygiène comme le lavage des mains et la distanciation sociale « sont plus importantes » que le port d'un masque qui « n’est pas nécessaire » à ce stade.
Dans le cadre du déconfinement, le port du masque devient obligatoire le 5 mai dans les transports en commun, le 11 juillet dans les lieux publics clos et le 25 juillet, dans les rues commerçantes, marchés et brocantes,,.

### Confinement

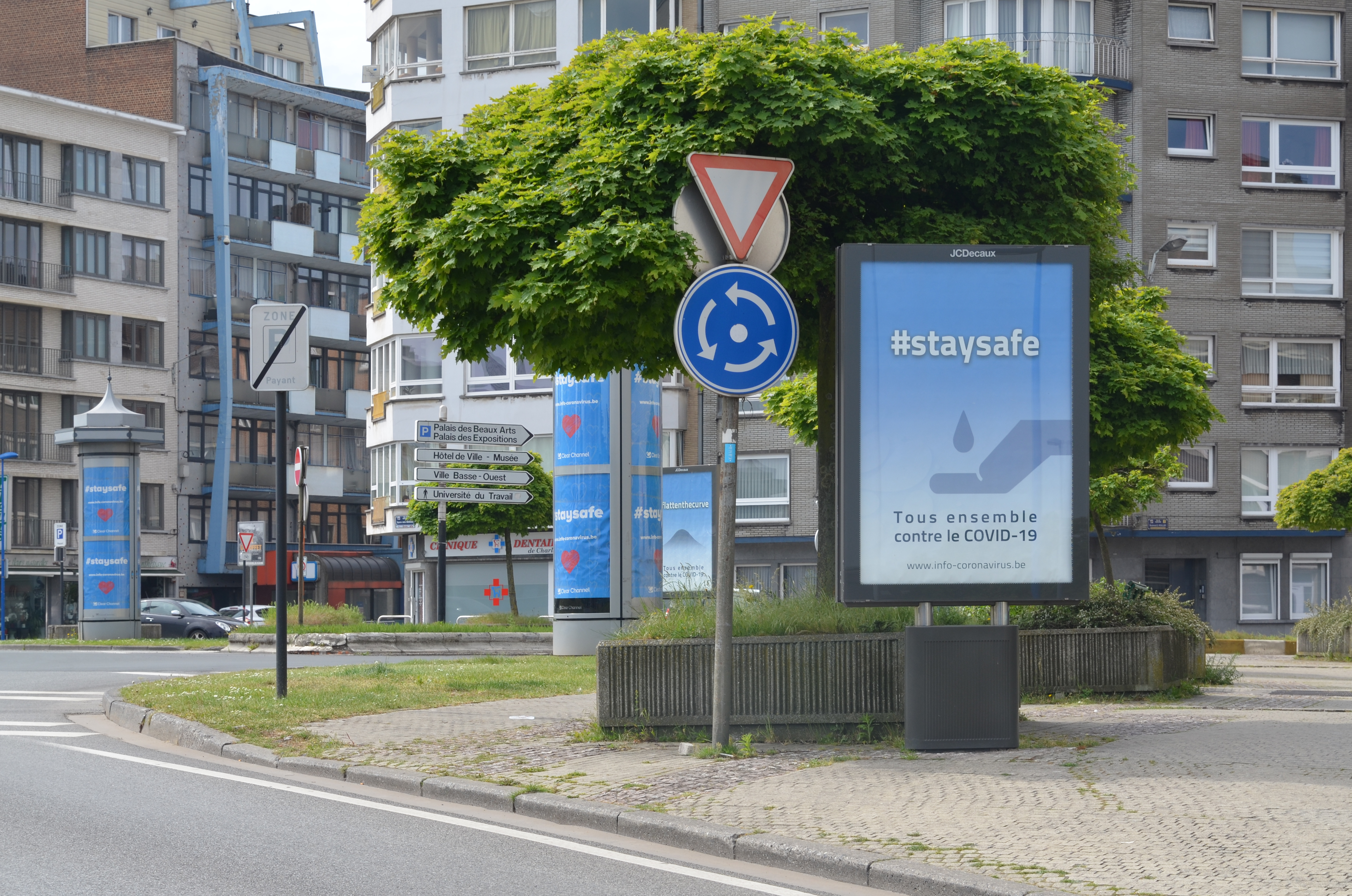
Campagne officielle d'affichage : « Tous ensemble contre le COVID-19 » (Square Jules Hiernaux - Charleroi - mai 2020).

Deux personnes de retour de Chine le 9 février sont placées en quarantaine pour deux semaines à l'hôpital militaire Reine Astrid à Neder-Over-Heembeek. Ne présentant aucun symptôme et testées négativement, elles sont autorisées à quitter l'hôpital le 23 février. Dans la région de Verviers, deux enfants rentrant d'un séjour de ski en Italie du Nord le 29 février sont tenus de rester chez eux une semaine.
Le 8 mars 2020, un parent d’élève de l’École européenne de Bruxelles III (boulevard du Triomphe à Bruxelles) a été testé positif à la Covid-19. Certains résultats de tests sont encore en cours de traitement, l'école estime qu’il serait plus prudent de fermer l’école le lundi 9 et mardi 10 mars 2020 inclus. Le 9 mars 2020, la banque BNP Paribas Fortis à Bruxelles décide de prendre des mesures élargies de quarantaine pour l’ensemble des collaborateurs ayant été en contact avec cette personne à la suite d'une personne testée positive au coronavirus SARS-CoV-2 au sein de l'entreprise,. Le 10 mars 2020, la Wallonie interdit les visites dans les maisons de repos jusqu'au 31 mars. Le 12 mars 2020, la ville de Knokke est placée en quarantaine, jusqu'au 30 avril au moins.

### Fermeture des lieux publics et de loisirs
À partir du 14 mars jusqu'au 3 avril inclus (veille des vacances de Pâques), le Conseil national de sécurité ordonne la suspension des cours dans toutes les écoles. Tous les restaurants, bars, cafés et discothèques doivent cesser leur activité. Les activités récréatives, folkloriques, sportives, culturelles, publiques ou privées « quelles que soient leur nature et leur taille » sont annulées dans tout le pays. Les magasins qui fournissent des services essentiels (pharmacies, alimentaires) restent ouverts. Les autres magasins sont ouverts pendant la semaine mais sont fermés le week-end.
Le 23 novembre 2020, le ministre régional Ben Weyts (N-VA) a déclaré que dès le 30 novembre, les activités et les cours pratiques pourront recommencer dans l’enseignement supérieur néerlandophone mais cela sera « limité ».

### Distanciation sociale

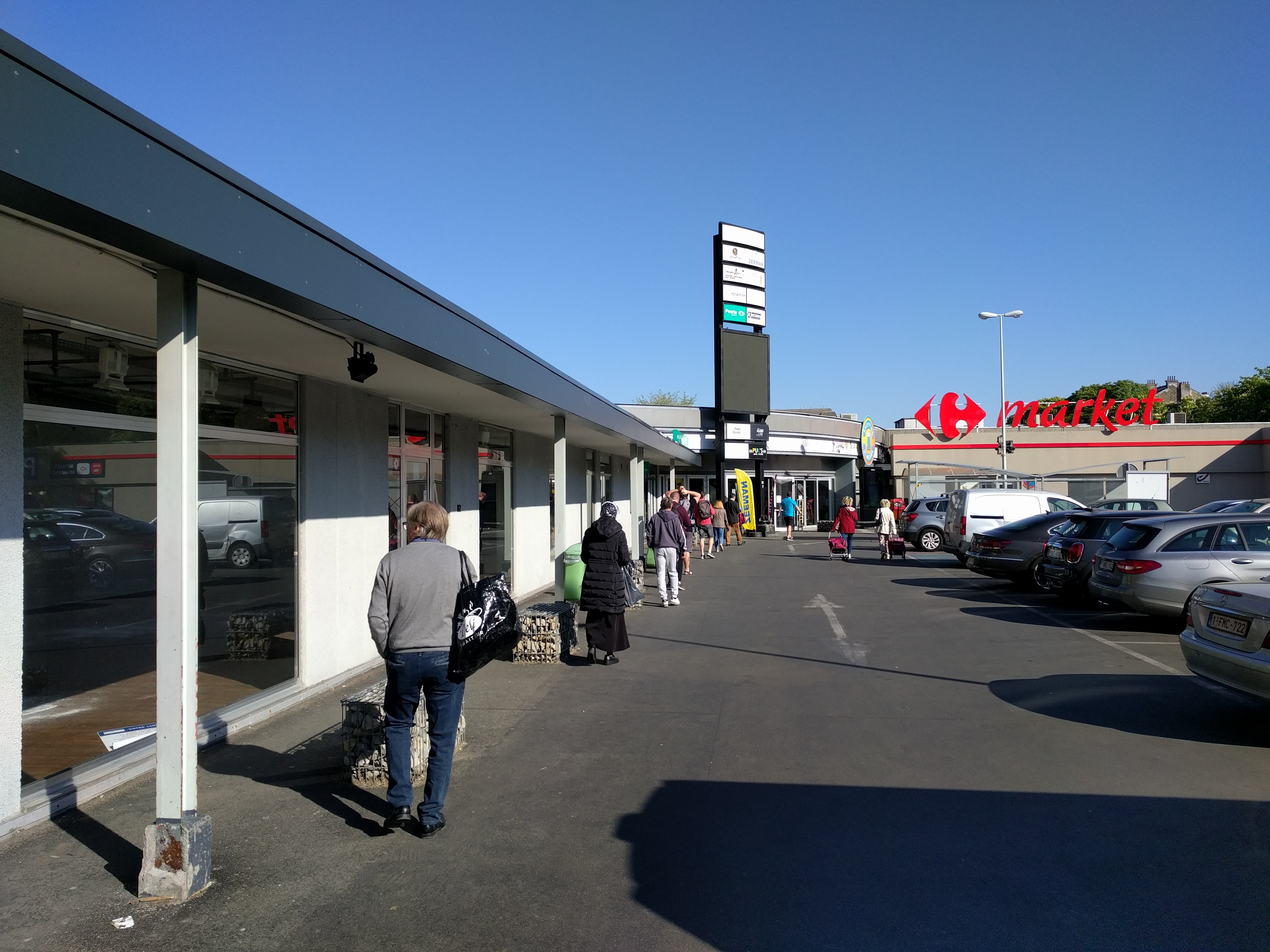
Distanciation sociale pour entrer dans un supermarché.

La mesure de « distance sociale » prise par le gouvernement, valable à partir du 18 mars, concerne le maintien d’une distance de 1,5 mètre entre chaque personne. Le 17 mars, le ministre-président du gouvernement wallon Elio Di Rupo, affirme que « Il y aura des contrôles policiers pour voir si on respecte les règles de distanciation sociale ». Dans son allocution du 19 mars, la Première ministre Sophie Wilmès précise à la population : « Vérifiez que vos proches se portent bien. La distance sociale ne doit pas être synonyme de coupure sociale ».

### Amendes
Le 18 mars, la police fédérale est déployée pour faire respecter les nouvelles mesures gouvernementales. Les entreprises qui n’appliquent pas notamment la distance sociale risquent des amendes lourdes et une fermeture forcée. Concernant l'interdiction de rassemblement, le risque d'amende est de 26 à 500 euros, voire un emprisonnement. De plus, la distanciation sociale doit être aussi respectée dans les transports en commun.
À Ans, près de Liège, la police traque désormais les personnes qui s'embrassent dans les lieux publics. Le collège communal a décidé que toute embrassade serait punie d'une amende. Les sanctions financières peuvent aller jusqu'à 250 euros. Au 25 mars, 280 procès-verbaux ont été établis dans la province du Brabant wallon pour violation des mesures. Selon l'avis du virologue Marc Van Ranst de la KU Leuven il faudrait tenir compte d'une nouvelle étude du Massachusetts Institute of Technology qui conclut que les gouttelettes émises par une toux ou un éternuement se répandent au-delà de la distance recommandée, jusqu'à huit mètres dans une atmosphère chaude et humide. Il confirme néanmoins que la distance recommandée comprend la plupart des gouttelettes et affirme que changer de mesure n'est « certainement pas pour tout de suite ».

### Confinement généralisé
La Belgique applique des mesures strictes de confinement généralisé à partir du mercredi 18 mars 2020 à 12 h, jusqu'au 19 avril au moins. Les activités essentiellement sportives en plein air sont autorisées, mais il est à préciser que l'objectif est bien de rester en mouvement et de ne pas s'installer dans les parcs pendant des heures. Les citoyens sont tenus de rentrer chez eux directement après l'activité.
Le ministre-président flamand Jan Jambon (N-VA) a déclaré vouloir voir davantage de gens au travail, notamment dans les secteurs de la construction et des titres-services, où le mécanisme du chômage temporaire est, selon lui, trop rapidement demandé. Le gouvernement flamand a également fait savoir qu'il n'avait pas l’intention d’élargir le système d’indemnités.

### Transports

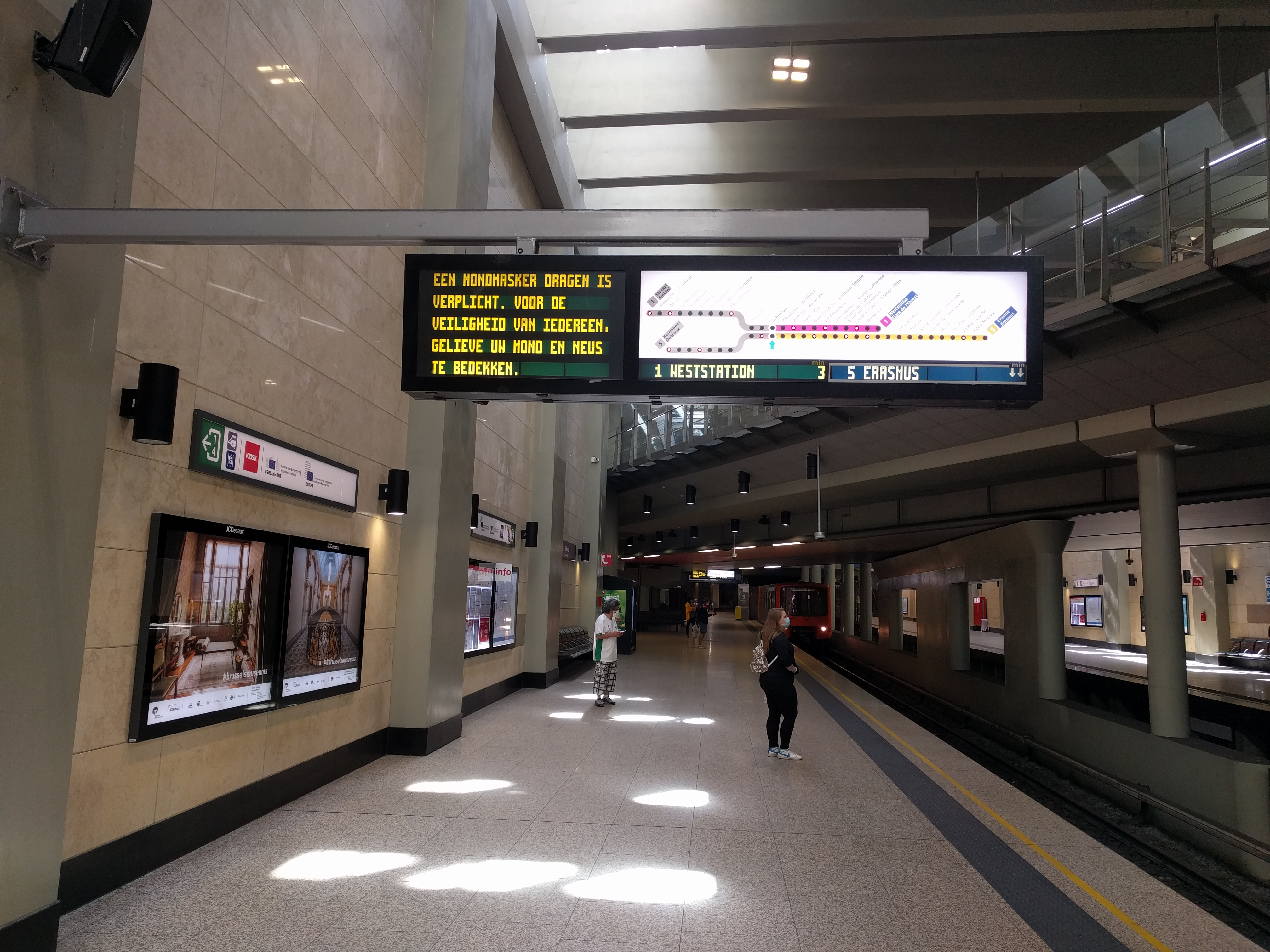
Pour la STIB comme pour les autres sociétés de transport en commun, le port du masque est rendu obligatoire à partir du 4 mai 2020.

Ryanair diminue ses vols à Charleroi et Zaventem. La compagnie aérienne, vu la baisse des voyageurs, va appliquer du chômage économique pour une partie de son personnel. Ryanair a 17 avions basés à Charleroi et trois à Bruxelles. La vente de tickets dans les bus TEC est suspendue, annonce Elio Di Rupo sur Bel RTL. À partir du 19 mars 2020, le TEC demande que les usagers conservent une distance d'un mètre cinquante entre eux, et n'occupent plus qu'une banquette sur deux. Cela porte la capacité maximale à cinq personnes pour un bus simple, douze personnes pour un bus articulé, et quinze personnes pour un tram.
La Société nationale des chemins de fer belges et Infrabel adaptent leur offre de trains en diminuant le nombre de trains P de et vers Bruxelles (90 trains P de et vers Bruxelles sont supprimés). À partir du 23 mars, l'offre de trains de la SNCB diminuera de 75 %, alors que le taux d'occupation des trains est descendu de huit à dix pour cent. La diminution de l'offre permettra de constituer une réserve de personnel disponible, alors que le taux d'absence augmente, et ainsi permettre d'assurer la circulation du fret ferroviaire. La Société des transports intercommunaux de Bruxelles annonce que la vente de tickets à bord est suspendue jusqu'au 5 avril. À partir du 17 mars, la fréquence d'exploitation n'est plus que des deux tiers de la fréquence normale, et les lignes Noctis sont fermées. L'absentéisme pour maladie du personnel de la STIB est en effet élevé. Une baisse de la fréquentation de 75 % a été constatée, ce qui devrait permettre aux usagers de conserver une distanciation sociale suffisante.
De Lijn va restreindre son service en réduisant de 14 % son offre de bus et de 10 % celle des trams. À partir du 18 mars à midi, les voyageurs doivent observer une distance d'un mètre cinquante, ce qui diminue d'un tiers la capacité des bus. Tous les busphones (belbussen), minibus roulant sur demande, sont annulés,.

### Fermeture des frontières

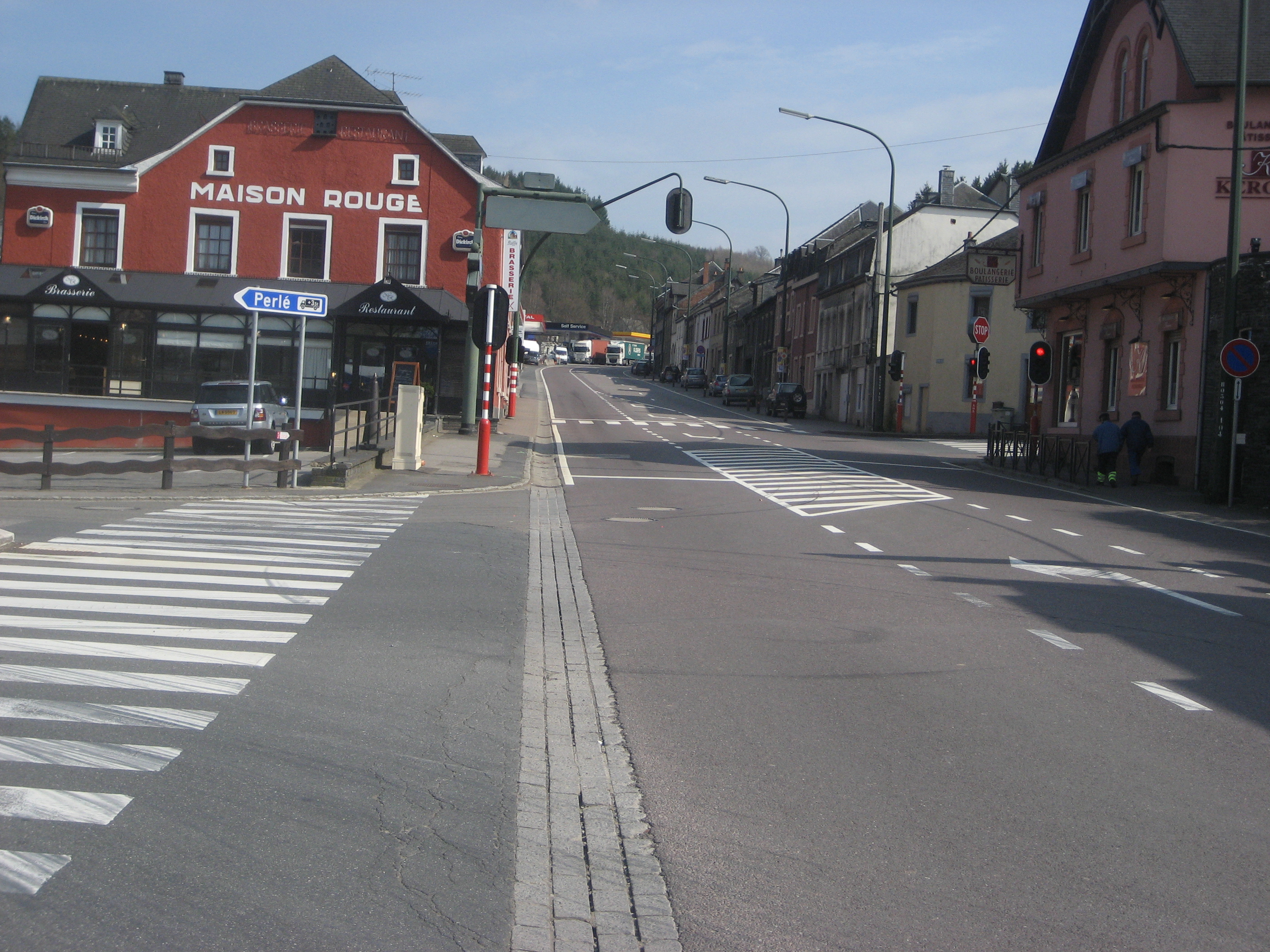
Le village de Martelange, où la route nationale 4 fait office de frontière avec le Luxembourg, à gauche, se trouve littéralement coupé en deux par la fermeture des frontières.

À partir du 20 mars 2020, la Belgique ferme ses frontières sauf pour le fret et les cas individuels exceptionnels. Des contrôles sont alors mis en place par la police et les douanes, tant sur les axes principaux que secondaires. Ce genre de contrôles, tout du moins à cette échelle, n'avaient plus été observés depuis les attentats du 22 mars 2016 à Bruxelles. De nombreuses infractions à ces mesures ont d'ailleurs été constatées dans les jours qui suivirent, tant pour entrer que pour quitter le territoire national. Les conséquences de cette fermeture entrainèrent parfois des situations inattendues voire ubuesques dans les localités frontalières. Certaines ont d'ailleurs été mises en lumière par le monde politique, tant belge qu'étranger. Citons, par exemple, l'interpellation du député Josy Arens à la Chambre des représentants à propos du cas des habitants du village frontière de Martelange où la route nationale 4 fait office de frontière avec le Luxembourg et qui ont, depuis lors, l'obligation de faire des détours de plusieurs dizaines de kilomètres pour se rendre dans des commerces belges, notamment pour faire leur plein de carburant. Citons également cette lettre d'un député du Parti populaire chrétien-social luxembourgeois, Frank Engel, adressée directement à la Première ministre belge, Sophie Wilmès, l'interpellant sur le franchissement de la frontière de cavaliers de la police belge jusqu'au village luxembourgeois d'Eischen sous prétexte qu'ils viennent en appui des forces de l'ordre locales et ne « connaissent pas la région ».
Le 30 mai 2020, la Belgique décide d'autoriser à nouveau ses concitoyens à se rendre dans les pays limitrophes, y compris pour effectuer des achats et rendre des visites. Cependant, cette décision allait à l'encontre des décisions de certains pays, notamment de la France qui, elle, maintenait l'interdiction d'entrée sur son territoire aux personnes ne disposant pas du justificatif de déplacement ad-hoc. Lors de ce weekend de la Pentecôte, de nombreux Belges pensant alors être autorisés à circuler à nouveau librement hors du territoire national se virent donc refoulés à la frontière française. La première ministre Sophie Wilmes ainsi que le ministre des affaires étrangères, Philippe Goffin, s'excusèrent publiquement de la confusion et du manque de communication à ce sujet. À noter également que le Luxembourg, qui n'avait pas fermé ses frontières, décida d'ouvrir à nouveau les cafés et restaurants la veille, soit le vendredi 29 mai, alors qu'en Belgique, ceux-ci restent fermés.

### Fêtes de fin d'année
Les fêtes de fin d'année posent le problème particulier de rassemblements traditionnels entre membres de la même famille vivant habituellement sous des toits différents. La ministre de l'Intérieur, Annelies Verlinden, énonce clairement que l'application de la loi se fera à l'identique, et qu'éventuellement le gouvernement admette "un peu plus de contacts humains" pour Noël,. L’infectiologue belge Frédérique Jacobs estime qu'il faudra reporter les fêtes de fin d’année en juillet-août. La police affirme qu'elle a le droit de rentrer dans les domiciles dans ces conditions
Toutefois, un tiers de la population n'a pas l'intention de respecter ces règles,.

## Traitements médicaux

### Hydroxychloroquine
Alors que de nombreux scientifiques ont douté de l’efficacité de l’hydroxychloroquine dans la lutte contre le coronavirus, une étude belge constate au contraire que son utilisation à faible dose peut être utile.
L'étude « porte sur 8075 patients hospitalisés en Belgique avant le 1er mai, dont 4542 ont reçu un traitement à faible dose d’hydroxychloroquine pendant 5 jours, tandis que 3533 n’ont pas reçu ce traitement. On observe que la mortalité est bien plus faible chez le premier groupe (17,7%) par rapport au second (27,7%)[source insuffisante]. »

### Remdesivir
Fin octobre 2020, le ministre de la Santé  Frank Vandenbroucke achète pour la Belgique 12.300 doses de l'antiviral remdesivir pour un total de 4,27 millions d’euros alors que l'OMS vient de déclarer qu'il « ne réduit pas la durée des hospitalisations, ni le nombre de patients nécessitant un respirateur ». Le 30 avril 2021 la Belgique envoie 9000 flacons de remdesivir, l'antiviral controversé, en Inde.

## Vaccination
En juin 2021, 5.639.068 personnes ont reçu au moins une dose d'un vaccin COVID-19, 19.015 effets indésirables ont été signalés « via les formulaires de déclaration en ligne », et quatre décès sont considérés comme « probablement liés au vaccin », trois avec le vaccin AstraZeneca, un avec le vaccin Johnson & Johnson.

## Problématiques hospitalières

### Manque de protections et de masques
Fin janvier 2020, avant la propagation du virus, la ministre de la Santé Maggie De Block affirme avoir pris toutes les mesures de précaution pour faire face, et que les autorités sanitaires sont très vigilantes. Jan Eyckmans, du SPF, affirme que les experts disent qu'il n'y a aucune raison de s'alarmer car « ils ont suffisamment de stocks dans les hôpitaux ». Le 19 mars, le Docteur Philippe Devos, président de l’ABSyM, déplore que des médecins soient contaminés, dont certains qui sont contraints d'aller travailler, probablement malades, mais qui ne peuvent pas être dépistés. Le 29, il annonce lui-même être tombé malade.
La Belgique, comme les autres pays européens, fait face à une pénurie de masques de type FFP2 ou FFP3 qui protègent le personnel médical de la contamination. Face au manque, un médecin urgentiste du CHU Liège témoigne : « On essaye de préserver nos masques FFP2 en mettant un masque chirurgical par-dessus. Ce qui veut dire qu’on peut utiliser les FFP2 un peu plus longtemps que leur durée de vie prévue ». Carine Rosteleur, permanente du syndicat CGSP déplore : « si cela continue comme ça, il y aura énormément de membres du personnel hospitalier qui seront infectés et ils ne seront plus en mesure de soigner les malades. Nous tirons la sonnette d'alarme ». Le personnel chargé du nettoyage est également exposé, ainsi que dans certains cas des brancardiers en contact direct avec les patients qui ne sont pas équipés de masques FFP2. Une partie du personnel qui est contraint d'aller travailler est probablement malade mais ne peut pas être dépistée.
De nombreux médecins généralistes dénoncent le manque d'équipement (masques et lunettes de protection) ainsi que le manque de communication des autorités fédérales sur les consignes précises à suivre. David Simon, membre de l'Association belge des syndicats médicaux (l'ABSyM) déplore que « les médecins seront touchés », alors même que « beaucoup ont 55–60 ans […] » (donc à risque) et qu'ils sont déjà débordés de travail. Il affirme : « Mon sentiment, c'est que ça part dans tous les sens et qu'on nous dit : démerdez-vous ». Jean-Pierre Pelgrim, urgentiste à la clinique Saint-Pierre d'Ottignies, déplore : « La logistique n'est pas facile, d’autant qu’on a pillé nos masques et nos gels désinfectants. Mais on ne note pas une explosion de patients dans la salle d’urgence ». Il déplore également le cas des « gens paniqués », qui appellent les services d'urgence sans raison particulière ou qui souhaitent être dépistés « sans qu’il y ait de réelle raison » et gaspillent ainsi les tests déjà en manque. Le 28 mars, l’ABSyM (Association belge des syndicats médicaux) déplore, comme les virologues qui l'avaient prévu, que les médecins généralistes et spécialistes tombent malade à leur tour. Le Groupement des unions professionnelles belges de médecins spécialistes (GBS) déplore quant à lui, que les médecins spécialistes extra-hospitaliers ne soient pas suffisamment protégés. Le 30 mars, des médecins généralistes déplorent qu'aucun des masques promis par les autorités depuis 15 jours, ne leur soit parvenu. Le 26 février 2020, le CEO de la compagnie NAAB Ambulance Service LLC, Arnaud Franchini, avait déjà interpellé la Ministre de la Santé, Madame Maggie De Block. Il poursuit le 7 mars 2020 en interpellant les autorités devant la pénurie de masques FFP2 à l'égard des transporteurs sanitaires, pleinement exposés au virus. Le 8 mai 2020, la compagnie privée annonce qu'elle poursuivra l'État belge en justice. Cinq médecins viendront se joindre à l'action.
Les approvisionnements en masque sont difficiles, du fait de la concurrence, de la pénurie mondiale et de difficultés rencontrées avec les éventuels fournisseurs. La ministre de la Santé affirme : « On avance, on achète, on fait des commandes et on continue dans cette direction ». Le 15 mars, le cabinet de la ministre de la Santé Maggie De Block affirme que l'entreprise turque qui devait livrer des masques à la Belgique fait l'objet d'une enquête pour fraude et ne livrera pas les masques. Les virologues Marc Van Ranst et Inge Vervotte déplorent que « Ce serait une véritable tragédie si ce matériel ne pouvait pas être livré. Sans ces masques buccaux, nous mettrons le personnel de santé dans des situations dangereuses ». La ministre de la santé affirme travailler à d'autres pistes pour de nouvelles livraisons. Des idées de « plan B » émergent, dont la mise en place d'une ligne de production de masque en Wallonie. Le 26 mars, 100 000 masques FFP2 en provenance d'Italie sont livrés à la Belgique et le gouvernement affirme que d'autres cargaisons suivront.
Ce même jour, la mort de la plus jeune patiente depuis le début de l'épidémie, une infirmière de 30 ans, bien que l'origine de la contamination soit inconnue, pose le problème du manque de protections. Le 27, le ministre Philippe De Backer, chargé de l’approvisionnement des dispositifs médicaux, donne les chiffres de 16 millions de masques chirurgicaux déjà reçus dont plus d'un million de masques FFP2. Le 29 mars, une commande de 5 millions de masques en provenance de Turquie est annulée, la ministre de la Santé et Philippe De Backer parlent dans un communiqué d'un « fournisseur malhonnête qui a lui-même violé les accords ». D'autres livraisons suivent, dont la plus importante de 16 millions de masques, est annoncée le 30 mars. Le 31 mars, les 100 000 masques FFP2 livrés à la Flandre s'avèrent inutilisables, ayant été conservés dans de mauvaises conditions sanitaires. Le gouvernement wallon choisit la société Deltrian International basée à Fleurus, pour établir une ligne de production de masques pour fin mai 2020. Le CHU de Liège, des entreprises (Sterigenics, AMB Ecosteryl, Lasea), des centres de recherches (Materia Nova, CentexBel), l'Université de Gand ainsi que le Molecular Plasma Group participent à un projet de décontamination des masques, qui permettra une réutilisation. Cette dernière piste, si elle est concluante, pourra être opérationnelle dans trois semaines.
Le 1er avril, les hôpitaux bruxellois, Baron Lambert, Etterbeek-Ixelles, Molière-Longchamp et Joseph Bracops, le CHU Brugmann, le CHU Saint-Pierre, l’hôpital pour enfants (HUDERF), l'Institut Jules Bordet et l’hôpital Erasme protestent devant une situation qu'ils jugent désormais intenable et dramatique. Leurs hôpitaux seraient « en état de pénurie massive de tout le matériel de protection et des médicaments indispensables », ainsi que de masques, mais aussi notamment de seringues, et ils affirment être au bord de la saturation. Ils exigent une information transparente, l'ouverture des réserves des stocks stratégiques, plus de respect pour le personnel médical et une meilleure gestion. Ils concluent en affirmant « Nous ne voulons plus des remerciements publics de nos ministres. Nous voulons qu'ils agissent concrètement sans plus attendre ». En réponse, Audrey Dorigo, porte-parole du cabinet de la ministre fédérale de la santé affirme avoir conscience que « la situation sur le terrain est parfois difficile », de tenir compte de leurs préoccupations et de faire le maximum face à la crise mondiale. La médecin généraliste, Nora Zekhnini, déplore la désinformation en fournissant des masques chirurgicaux qui ne sont pas suffisamment efficaces et en faisant croire que les utilisateurs sont protégés. Elle déplore que la recommandation de port du masque chirurgical adressée aux médecins généralistes émises par l’institut Sciensano : « ce n’est pas parce qu’il y a pénurie de matériel de protection qu’il faut maintenir dans ces recommandations une telle phrase qui met la santé et la vie des médecins généralistes en danger ». Emmanuel André, le porte-parole inter fédéral, précise le 2 avril que « Les masques sont utiles pour prévenir. Ce n'est pas un outil 100% sûr contre le virus ». D'autres déplorent que des assistants en stages et des étudiantes infirmières ont été envoyés sans protection pour s'occuper de patients contaminés. Le 2 avril, concernant la question des masques, la Première ministre affirme suivre les recommandations de l'OMS et des experts, et qu'en donner à tout le monde « n'est pas réalisable » du fait qu'« il y a un manque de masques sur le marché mondial ». Georges Gilkinet demande une accélération de la nouvelle mesure de dépistage du personnel soignant et de finalement leur fournir le matériel et les protections adéquats. Catherine Fonck déplore quant à elle la situation difficile, notamment pour les pharmaciens et les kinésithérapeutes également sans masques. Pour Béatrice Delvaux, éditorialiste en chef du journal Le Soir, il y aurait un mélange de peur, de détresse et de colère chez le personnel soignant. Une peur d'être contaminé et de transmettre la maladie, de la détresse face à la nécessité de soigner les patients sans les médicaments nécessaires et les protections, et une colère contre le système politique et le système de santé délaissé.
Le Vif avance que la Belgique a procédé, comme en France, en 2019 à la destruction d'un stock stratégique de plusieurs millions de masques qui étaient parvenus à leur date de péremption, mais sans procéder à leur renouvellement. Le cabinet de la ministre de la santé Maggie De Block donne une explication : l'ancien stock stratégique devenu inutilisable a été détruit en 2017. Le ministère voulait opter pour un stock fonctionnant en stock tournant, mais ce « plan » demanderait du temps, car « il faut passer par des adaptations législatives, contractuelles, etc. ». Rudy Demotte (PS), ancien ministre de la santé, juge irresponsable le non-renouvellement des stocks stratégiques. L'affaire a suscité des critiques, notamment celle de Sofie Merckx (PTB) qui affirme qu'elle demandera la mise en place d'une commission d'enquête parlementaire à ce sujet,. Le président de la N-VA Bart De Wever, affirme qu'il fera les comptes du gouvernement après la crise et qu'il « peut imaginer » une commission d’enquête concernant le manque de masques. Certains profitent pour vendre des masques illégalement à des prix exorbitant. Le 6 avril, la police d'Anvers saisit deux caisses de masques et les remet à l'hôpital.
Le 10 avril 2020, le cabinet de Philippe De Backer annonce que la quantité nécessaire de masques pour le mois d'avril sera atteinte. Près de 15 millions de masques chirurgicaux et un million de FFP2 ont été livrés. 80 millions de masques chirurgicaux et 14,7 millions de masques FFP2 sont en commande. Le 7 mai 2020, la Première ministre Sophie Wilmès affirme qu'« il n'y a plus de pénurie sur le marché ». Elle précise : « Le stock stratégique fédéral dispose de 40 millions de masques disponibles sur demande. Et la grande distribution fournit en outre 5 millions de masques par semaine au bénéfice du stock fédéral ou interfédéral. Cette ouverture (de la vente aux supermarchés) permet aussi d'alimenter notre réserve ».

#### Réactions, hommages et remerciements

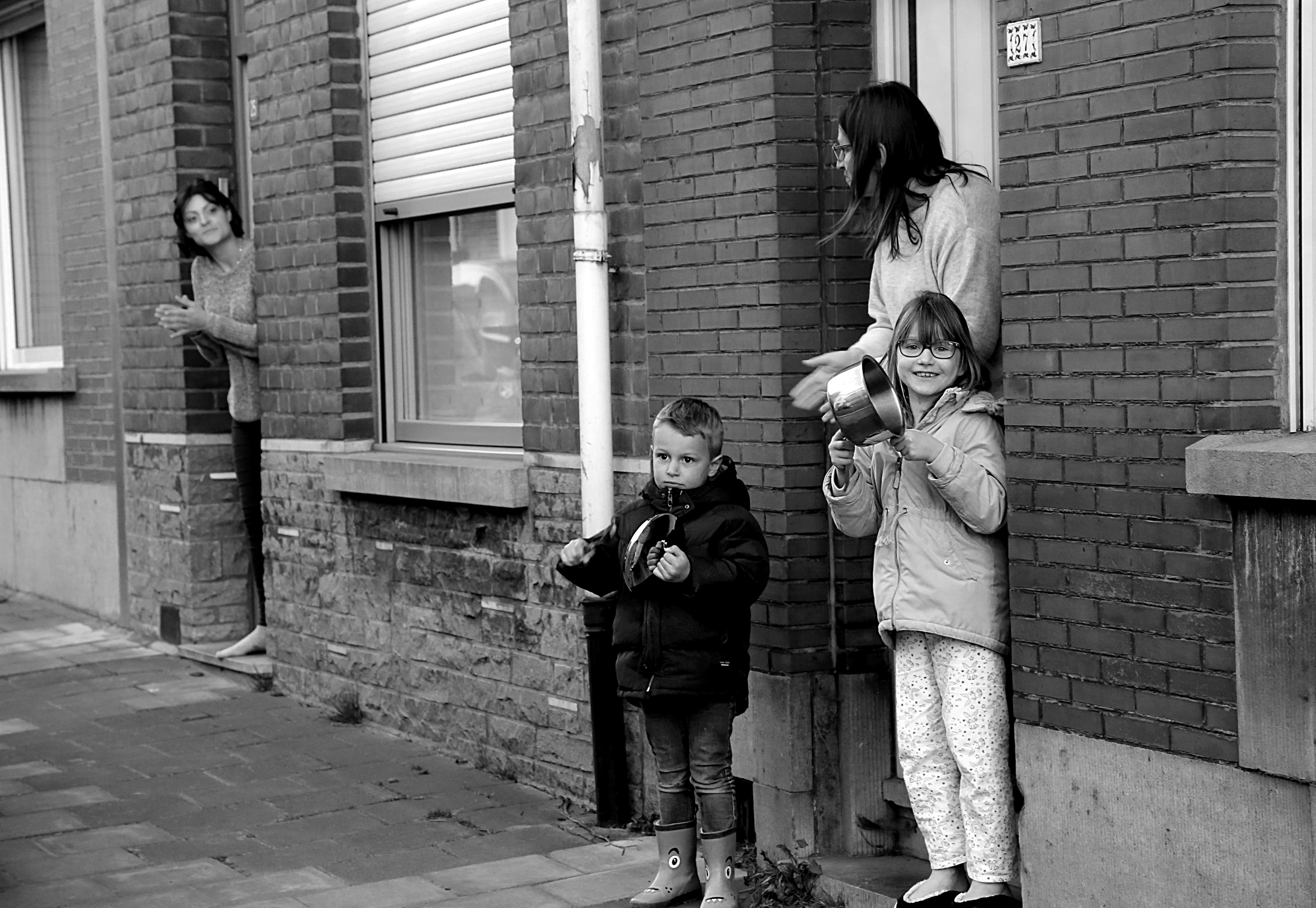
Les applaudissements de à Mouscron. Mardi 31 mars 2020.

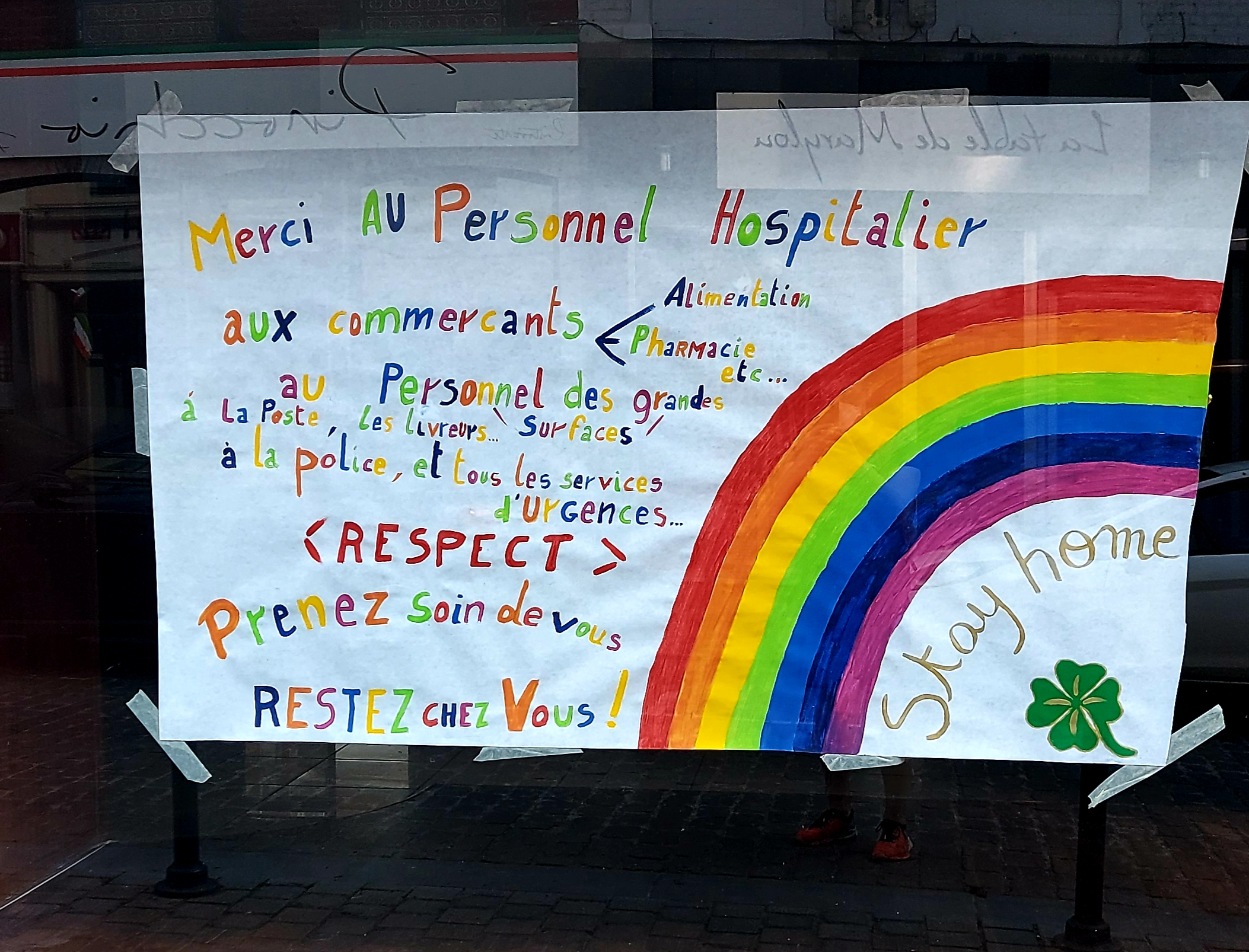
Message de soutien sur une vitrine à Soignies. Le 8 avril 2020-.

Exposé à des patients infectés, parfois sans masque, gants ou encore de gel, le personnel médical prend des risques pour le bien de la santé publique. Dans la société civile, ils sont perçus comme des héros, « en guerre contre le virus » et « en première ligne ». À partir du 18 mars, sont organisés des applaudissements au personnel médical, tous les jours à 20 h. La porte-parole de la Croix-Rouge de Belgique affirme que « ces gestes touchent particulièrement notre personnel de soins. Un restaurateur a également apporté mardi soir des plats à la garde des ambulanciers de la Croix-Rouge ». Diverses initiatives comme un site internet restecheztoi.be permet de partager des lettres de remerciements et d'encouragements, en particulier pour ceux vivant en zone rurale, où les applaudissements sont moins entendus.
Une plateforme psy for med est créée par des psychologues pour donner un soutien « au personnel médical et soignant en souffrance psychologique à cause du coronavirus et des suivis qu'ils sont amenés à faire ». Le 11 avril, un véhicule de la Croix-Rouge est victime d'un incendie criminel à Woluwe-Saint-Lambert, sans revendications.
La Première ministre salue le personnel médical, qui travaille d'arrache-pied pour contrer la propagation du virus. Le 24 mars, face au problème de rareté des masques, des produits réactifs et des médicaments, elle exprime sa reconnaissance au personnel de santé qui démontre un formidable courage. Et insiste : « Leur sens de l’engagement doit susciter en chacun de nous le respect le plus profond. La Belgique leur manifeste son infinie gratitude tous les jours ». Elle affirme que la protection des professionnels de la santé est un impératif et que son gouvernement travaille sans relâche pour sauvegarder la santé de tous, à la fois dans l'approvisionnement des masques, faciliter les dépistages, par l’assistance nécessaire pour la création d'une production locale (en particulier de masques) et avec un budget déjà d'un milliard d'euros. Elle salue également la solidarité et la responsabilité individuelle des Belges pour éviter la saturation.
Le 3 avril, la presse annonce que face aux mauvaises conditions de travail, le gouvernement Wilmès II décide d'offrir une « prime corona » de 1 450 euros au personnel médical des hôpitaux. Une mesure d'« incitation » selon RTL Info. Une mesure démentie par Alexander De Croo. Au 4 avril, la question d'une prime est toujours débattue entre le gouvernement Wilmès et les présidents des dix partis qui soutiennent l’exécutif fédéral.
Maxime Prévot, président du CdH, dénonce les comportements « scandaleux et égoïstes » d'individus, qui par peur, manifestent de l'hostilité à l'encontre du personnel soignant qui s'occupe des malades. Il affirme souhaiter des procédures judiciaires face à ce phénomène de « soignant-phobie ». Le 8 avril, Unia, s’indigne de cas de comportements discriminants à l’égard du personnel soignant et a rappelé que cette discrimination est interdite par la loi. Début avril, des médecins des services d'urgence témoignent d'incidents durant lesquels ils sont victimes de menaces de poursuites judiciaires pour obtenir des lits en soins intensifs ou les traitements désirés. Avocats.be, regroupant les barreaux francophone et germanophone, affirme n'avoir aucun avocat ayant participé à ces agissements. Philippe Devos, président de l'Association Belge des Syndicats Médicaux, déplore qu'un médecin sur trois développe un stress post-traumatique et a des conséquences psychologiques à long terme à la suite de cette situation, et affirme : « Nous sommes des êtres humains comme les autres, laissez nous travailler sereinement, c’est tout ce que nous demandons ».
Médecins sans frontières annonce que sa plus grande opération face à la pandémie, est en Belgique avec 115 bénévoles au 3 avril. MSF apporte son expertise, notamment pour travailler avec un manque d'équipements et face à des virus contagieux. MSF apporte son assistance aux personnes vulnérables, comme les migrants et les personnes âgées.

#### Appels aux dons
En mars, face à la pénurie, les hôpitaux belges lancent des appels aux dons, notamment pour financer la recherche et l’achat de respirateurs. Il est possible de choisir les hôpitaux pour lesquels on souhaite faire des donations. À noter, la possibilité d'une déduction fiscale. Liste du matériel manquant dont ont besoin les hôpitaux le 19 mars :
« Masques FFP2, Masques FFP3, Masques FFP1, Masques chirurgicaux, Masques visiteur, Surblouses de protection manches longues, Salopettes ou combinaisons intégrales, Tabliers de protection, Lunettes de protection totalement fermées ou visières intégrales, Bonnets ou charlottes, Tabliers stériles, Solutions hydroalcoliques pour le lavage des mains, Gants stériles ou non stériles, Frottis nasopharyngés, Désinfectant de sol, Désinfectant de surface ».
De nombreux autres appels aux dons sont communiqués. Le 19 mars, la Ville de Bruxelles lance un projet de fabrication de 100 000 masques et appel aux dons pour y parvenir. Le gouverneur de la province de Namur lance un appel à la solidarité et invite chacun possédant un masque à en faire don. Les dentistes lancent également un appel aux dons de masques.

### Maisons de retraite
Un rapport d'Amnesty International publié en novembre met en cause la gestion défaillante des maisons de retraite par les autorités publiques, concluant que les droits humains de nombreux pensionnaires ont été violés. L'ONG souligne l'insuffisance du financement public, le manque de personnels soignants, l'absence d'équipements de protection et relève que la politique de tests n'a été mise en place qu'mois d’août alors qu'elle était réclamée depuis mars. Surtout, de pensionnaires malades se sont vus refuser un transfert vers les hôpitaux. Médecins sans frontières indique que seuls 57 % des cas graves ont été hospitalisés durant la crise.

### Respect des mesures
Le 24 mars, Benoît Ramacker, porte-parole du centre de crise, affirme qu'en plein dans la pandémie : « Il est encore inacceptable que certaines personnes ne comprennent pas ces mesures et les considèrent comme des vacances alternatives. Ce n’est pas le moment d’organiser un apéritif entre voisins. » D'après un sondage de Test-Achats du 25 mars : « 23 % de la population ne suivent pas de façon stricte les recommandations d’éviter de quitter la maison (sauf pour les besoins essentiels / raisons professionnelles) et d’éviter les réunions avec les proches (autres que la famille immédiate) ou amis ». Ce chiffre passe à 44 % dans la tranche d'âge de 18 à 21 ans des participants à l'étude. Concernant le respect de la quarantaine stricte et concernant ceux ayant présenté un symptôme ou plusieurs symptômes, seulement 24 % et 39 % des participants à l'étude affirment qu'ils respectent la quarantaine stricte, et ainsi évitent les contaminations.
D'après un sondage de YouGov mené entre le 24 mars et le 30 mars, 49 % des Belges souhaitent que le gouvernement prenne plus de mesures envers ses citoyens tandis que 5 % souhaitent une réduction. 42 % sont complètement satisfaits des mesures et 4 % n'ont pas d'opinions ou autres. Le 11 avril, une émeute de jeunes se produit à Anderlecht en violation du confinement, la police tente d'arrêter l'émeute, deux policiers sont blessés, une arme est volée et des coups de feu sont tirés. À Courcelles, une cérémonie d'enterrement rassemble 180 individus au lieu des 15 personnes maximum autorisées. RTL Info affirme que le confinement semble commencer à peser sur le moral de certains Belges.

## Impacts socio-économiques
Selon des estimations, une semaine de confinement coûte 4 milliards d'euros au pays. David Clarinval, ministre du Budget, estime que 24 milliards d'euros s'ajouteront à la dette nationale, fin 2020. La perte liée à la crise sanitaire s'élèverait déjà à plus de 10 milliards. Dont plus de la moitié de la somme destinée à payer le chômage économique de plus d'un million de personnes. Diverses estimations indépendantes sont faites. Comme celle de la Fédération des entreprises de Belgique (FEB), qui estime pour 6 semaines de confinement à 14,5 milliards de dette et pour 12 semaines, 25 milliards.
D'après Test-Achats, les supermarchés Colruyt et Carrefour ont augmenté leurs prix de 6,6 % et 5 %. Le patronat préconise afin de relancer l'économie une nouvelle baisse de la fiscalité des entreprises, un accroissement de la flexibilité sur le marché du travail, une dégressivité accrue des allocations chômage, une facilitation du travail de nuit ainsi que des heures supplémentaires sans complément salarial, et un report des congés des salariés jusqu'à l'année 2021.
Le Parti du travail de Belgique (PTB) défend l'idée d'une « taxe corona exceptionnelle »  de 5 % sur les grandes fortunes de plus de 3 millions d'euros. Elle pourrait rapporter près de 15 milliards d'euros. Le syndicat FGTB défend pour sa part la généralisation du télétravail, une garantie de salaire à hauteur de 75 % du brut et surtout un «  moratoire sur les licenciements dans les secteurs fortement soutenus par les fonds publics ».

### Activités du secteur économique primaire
A cause de la crise sanitaire provoquée par la COVID-19, le secteur primaire  a été affecté différemment selon le type d’activités. Ce secteur en Belgique concerne essentiellement l’agriculture. Cette dernière a, entre autres, pour objectif de fournir une alimentation à la population. L’agriculture belge est déficitaire dans de nombreuses cultures. Le pays dépend donc des importations étrangères que ce soit pour l’alimentation, les intrants chimiques ou le pétrole.

#### Intrants
La filière rencontre des difficultés concernant ses besoins en intrants. En effet, les exploitations agricoles belges dépendent de l’importation de nombreux produits pour garantir leur bon fonctionnement. Par conséquent, elles ont subi de plein fouet l’augmentation des prix. Cette hausse se traduit aussi bien dans l’approvisionnement en ressources nécessaires à l’élevage avec l’augmentation du prix des fourrages et du soja, qu’au niveau des produits phytosanitaires utilisés pour traiter les plantes en agriculture,.

#### Extrants
En ce qui concerne les extrants (produits destinés à la vente), des difficultés se font essentiellement sentir au niveau des productions laitières et de la pomme de terre (Covid-19 et sécurité alimentaire en Belgique. L’impact sur le secteur de la pomme de terre est lié à sa grande tendance à l’exportation et à la vente en restaurant. Par conséquent, les différentes restrictions au niveau des frontières et la fermeture du secteur Horeca ont freiné l’écoulement des stocks,. Pour le lait, une surproduction structurelle a provoqué une baisse des prix. En avril 2020, près de 30% du volume de lait produit se trouvait en surstock chez les producteurs et leurs fromagers.

#### Circuit court
Le comportement des consommateurs a été modifié de manière significative. Il y a eu un retour des citoyens vers une agriculture de proximité. De ce fait, la demande en produits livrés en circuit court a augmenté. Par exemple, des structures comme la coopérative Paysans Artisans de Floreffe (Région wallonne) ont eu des conséquences positives par la COVID-19 avec une explosion des commandes en ligne (de 550 commandes en moyenne par semaine à plus de 1000 commandes sur cette période). Un autre exemple est celui de Molleke, un espace épicerie-café de quartier dédié à l’alimentation durable, situé dans la ville de Bruxelles qui a également vu sa demande grimper au fil des semaines. Au niveau des producteurs, un maraîcher qui cultive 5 hectares dans la commune flamande de Londerzeel a eu de plus en plus de clients grâce au fait que beaucoup de personnes fuyaient les supermarchés par peur du coronavirus. Il a également bénéficié du réseau de distribution bruxellois pour écouler sa production. Un autre fermier à Gentissart (commune de Villers-la-Ville) a vu sa clientèle augmenter de 30 à 40%.
Globalement, la hausse d’achats en circuits-courts est estimée entre 10 et 30%. Les producteurs ont connu une demande deux à trois fois plus élevée.

#### Restauration rapide
Les dépenses alimentaires se sont concentrées sur les magasins d’alimentation. En effet, une part importante de la population active étant en télétravail, la demande pour les repas préparés sur le pouce à midi, pour les restaurants ou pour les cafés a drastiquement chuté. En contrepartie, on observe une augmentation de la vente des fruits et légumes, du poisson, de la viande etc.. En plus des maraîchers, l'horticulture comestible est également moins touchée par la crise. Les individus ont changé le manière de consommer. Ils ont préférer prendre le temps pour cuisiner en famille. À la place, d'utiliser la restauration rapide.

#### Produits moins demandés
En avril 2020, certains produits ont fait l’objet de moins de demandes dans les achats locaux. C’est le cas de produits comme la pomme de terre, le fromage de chèvre et de brebis, certains poissons et les bières locales. Par conséquent, certains domaines spécifiques se sont retrouvés avec des stocks peu commercialisés et le gaspillage alimentaire a augmenté. En ce qui concerne la truite par exemple, plus de 100 tonnes de ce poisson sont à la recherche de canaux d’écoulement. Effectivement, la vingtaine d’aquaculteurs wallons sont directement frappés par la fermeture de l’Horeca qui est leur source de revenus principale. Pour ce même raison, le secteur brassicole a subi une réduction de 60 à 90% de ses ventes au niveau wallon.

#### Travailleurs saisonniers
En Belgique, 80 % de la main-d'œuvre de ce secteur provient de l’étranger, principalement de pays de l’Union Européenne. Ce déficit en main d’œuvre a été particulièrement problématique au moment des récoltes de fruits et légumes, tels que les asperges et les fraises, lorsque les déplacements ont été limités par le confinement au printemps 2020. Durant cette période, de nombreux travailleurs saisonniers étrangers ne pouvaient pas traverser la frontière belge pour y travailler.

#### Opacité
L’opacité rapporte les possibilités pour un pays d’échanger de façon libre, d’avoir un accès facile et rapide aux marchés mondiaux. En fonction de sa localisation, un pays aura plus de mal à accéder à des produits spécifiques et/ou verra ses coûts augmenter.
À partir du confinement au printemps 2020, la fermeture des frontières a entraîné une réduction des mouvements de marchandise, rendant le marché mondial agricole beaucoup plus opaque. Néanmoins, l’Union Européenne s’est assurée de maintenir la circulation de produits alimentaires sur ses terres, diminuant ainsi l’opacité au sein de son territoire par rapport au marché mondial en général.

#### Mesures stratégiques
Le secteur agricole belge s’est organisé pour faire face à la crise sanitaire et renforcer son autonomie alimentaire via diverses mesures. Face au déficit des travailleurs saisonniers issus du secteur agricole et horticole, le Conseil des ministres belge a accordé un temps de travail d’une durée plus longue pour ceux-ci. Le nombre de jours par travailleur occasionnel a été doublé. Une plateforme, nommée Jobs Easy-Agri, a été développée pour faire face au manque de main-d'œuvre à court terme en Wallonie. C’est une initiative du collège des producteurs, en partenariat avec la Fédération Wallonne horticole, les associations agricoles wallonnes (FWA), FUGEA, Bauernbund, UNAB et le soutien du FOREM et de la Région Wallonne. Elle vise à mettre en relation des producteurs en besoin de main-d'œuvre avec des candidats pour le travail saisonnier.
Comme support au développement rural, le gouvernement a octroyé des aides aux producteurs de pommes de terre vu la problématique de l’excédent de stock à la suite de l’incapacité d’exporter ces dernières et son exploitation au niveau de l’Horeca. Cette aide est destinée prioritairement aux détenteurs d’un stock de pommes de terre en vente libre non soumises sous contrat, avec un maximum de 50 €/tonnes. En réponse au désir démontré par les consommateurs wallons pendant le confinement de s’approvisionner en nourriture locale, de qualité et diversifiée, le Gouvernement wallon a lancé un appel à projets en septembre 2020. Celui-ci a comme objectif d’accélérer la transition du système alimentaire wallon et sa relocalisation sur le territoire en soutenant financièrement une dizaine de dynamiques territoriales y contribuant de manière durable (maximum de 100.000 € par an durant 3 ans par projet. L’appel a reçu un tel engouement qu’un budget complémentaire aux trois millions prévus au départ a été dégagé. Finalement, 46 projets sur les 145 ont été retenus, pour un montant total de 11,7 millions d’euros.

### Activités du secteur économique secondaire
Face à la crise sanitaire, le secteur secondaire belge a été contraint de réduire son activité, les mesures affectant les industries étant plus ou moins identiques pour chacune d’entre elles. De plus, ce secteur n’a pas subi des diminutions de production aussi importantes que certains sous-secteurs tertiaires, comme l’HORECA par exemple. Un élément important qui a influencé la production vient principalement des mesures prises concernant l’importation de matières premières. Cette dernière s’est opérée moins facilement, occasionnant une réduction des rendements,.

#### Activité du secteur
De nombreuses industries ont dû réduire considérablement leur effectif car elles étaient considérées comme non-essentielles (46% de chômage temporaire pour le secteur industriel). Cela a rendu difficile les échanges entre les entreprises industrielles et le marché du travail Les sous-secteurs industriels les plus touchés pour la période de février 2020 à mai 2020 sont l’assemblage automobile (72,6% de chômage partiel), l’industrie du textile avec la fabrication de vêtements et de cuir (69% de chômage partiel) et la fabrication d’autres matériels de transport (66,7 % de chômage partiel). Au niveau de la production alimentaire, la Belgique a subi une perte de main d'œuvre très importante avec jusqu’à 60 % de taux d’absentéisme modifiant la production dans 40 % des cas. Pour le “Bâtiment et Travaux Publics”, on observe une diminution moyenne de 5 % de la main d'œuvre avec un pic à 46% en mars (chômage partiel). Cette diminution a elle-même causé la perte moyenne de 10 % de chiffre d'affaires, culminant à 47 % en mars 2020. Lors du début de la crise en mars 2020, beaucoup de fournisseurs de matières premières se sont vu obligés de ralentir voire stopper leur production étant donné que les derniers maillons de la chaîne (les distributeurs) étaient presque totalement à l'arrêt. Cet arrêt momentané de l’activité a provoqué certaines pénuries lors des reprises d’activité. La plupart des pays en Europe, dont la Belgique, ont remis leurs productions en route presque simultanément ce qui a mené a un problème d’approvisionnement des matières premières ainsi qu’une flambée des prix pour certaines matières premières (ex : acier, plastique, cuivre). On note que le secteur industriel a été fortement touché surtout au début de la crise mais la reprise a été meilleure que dans d'autres secteurs même si les perspectives ne sont toujours pas optimales un an après la première propagation du virus en fin de l’année 2019. Certains distributeurs, tel que dans le secteur de l’industrie du textile, ont vu leur activité fortement réduite à la suite des confinements et mesures sanitaires (réduction du nombre de clients, fermeture des commerces non-essentiels). Cette baisse de régime affecte directement la production du secteur secondaire, qui voit la demande diminuer fortement.

#### Dépendance et relocalisation
L’espace géographique se définit comme étant hétérogène. En effet, il existe une disparité d’un point de vue des ressources disponibles en chaque endroit ainsi qu’au niveau de la demande en produits. Les ressources, la main d'œuvre et les consommateurs sont dispersés de façon hétérogène.
De nombreux pays dont la Belgique ont pris conscience de la dépendance qu’ils avaient vis-à-vis de pays situés à l’autre bout de monde, la relocalisation de la production et d’une partie du secteur industriel permettrait de réduire cette dépendance. Ces pays souhaitent une concentration des productions dans leurs pays. Un secteur, en particulier, a déjà commencé à relocaliser une partie de sa production en grande partie à cause des pénuries survenues lors du début de la crise, notamment pour la production de gants et de masques. A titre d’exemple, le secteur pharmaceutique s’est déjà employé à relocaliser certaines productions dans l’urgence. Ces relocalisations ont pu avoir lieu car la Belgique (la Wallonie tout particulièrement) est une terre fertile concernant le secteur pharmaceutique. La Wallonie envisage une relocalisation couplée à une spécialisation dans le secteur pharmaceutique et biotechnologique grâce à l’expertise avancée, les technologies et la main-d'œuvre qualifiée qui y sont présentes. Cependant, il faut noter que les matières premières servant de base à ces industries sont majoritairement produites en dehors des frontières nationales.
Certaines matières premières resteront uniquement accessibles par importation et ne pourront être directement produites sur notre territoire. L’hétérogénéité reste donc globalement un élément présent dans le secteur industriel, malgré une évolution probable vers des circuits plus courts.

#### Ouverture
L’Union Européenne et donc la Belgique ont fait face à une obligation de demander des autorisations supplémentaires pour l’exportation d’équipements de protection. Une diminution de la TVA sur certaines matières premières entrant directement en ligne de compte dans la production de produits destinés à la lutte contre la Covid-19 a été demandée par la Commission Européenne. Jusqu’au 30 avril 2021, la baisse de la TVA était réduite de 6 %. Le fait de baisser la TVA permet d’ouvrir l’économie du pays pour ces produits (note: L’ouverture de l’économie est le concept qui lie l’hétérogénéité à l’opacité. Un pays ayant beaucoup de difficultés à importer des produits et qui n’a pas accès directement à des produits sur son territoire est plutôt fermé.). L’OMC rapporte que la Belgique a fait face à des restrictions concernant les produits médicaux ainsi que les protections contre le virus tel que les gels hydroalcooliques. Les restrictions réduisent la capacité de la Belgique à importer des produits dans son pays, montrant ainsi des signes d’ une économie moins ouverte.

### Activités du secteur économique tertiaire
Avec la pandémie du Covid 19, les activités du secteur économique tertiaire ont été modifiées. Le secteur tertiaire est caractérisé par un échange entre un marchand et un client. La facilité des échanges et leur rythme ont diminué la plupart du temps, provoquant des dommages importants pour le secteur.

#### Commerce
Alors que la mondialisation permet des échanges commerciaux importants à travers le monde, pendant la crise de la Covid-19, les importations et exportations depuis et vers la Belgique sont devenues plus compliquées. Ceci a laissé parfois les stocks des commerces vides, ainsi qu’une grande difficulté à les remplir,.
Durant la première vague de la pandémie, en mars 2020, les magasins ont été régulièrement vidés de leur stock. Il était donc compliqué pour les Belges de se réapprovisionner pour certains produits. Cette situation a eu des conséquences sur le comportement des consommateurs qui se sont tournés vers les plateformes en ligne pour faire leurs achats à moindre risques. Ce phénomène a fortement avantagé les plus grands commerces qui disposent de sites web et pour qui l’épidémie est devenue une occasion d’augmenter leurs revenus,.
En 2020, le commerce représente 10 % du PIB moyen annuel belge. Il a connu une perte d’activité de 20 % par rapport au PIB moyen annuel au cours du deuxième trimestre de l’année 2020. Le troisième trimestre a été marqué par un retour à la normale malgré un climat des affaires assez triste. Le quatrième trimestre, qui a subi une nouvelle fermeture des commerces (dits non-essentiels) à partir de novembre, a entraîné de nouveau un recul important. À la fin du troisième trimestre, l’effet de rattrapage se poursuit sur les ventes non alimentaires : +3,6 % en août et +4,4 % en septembre, mais les disparités sont fortes selon les secteurs.

#### Transports en commun
Les transports en commun ont une place importante dans le quotidien des Belges. En effet, ceux-ci sont utilisés en moyenne 4,6 jours par semaine. Or, depuis la pandémie de Covid-19 leur utilisation a fortement diminué, chutant à 2,1 jours par semaine en juillet 2020. Il s’agit d’une conséquence directe du télétravail, qui oblige les personnes à rester chez elles pour travailler. En effet, le nombre moyen de jours passés par les travailleurs en télétravail a fortement augmenté depuis le début de la crise, ce qui a nécessité une adaptation pour un grand nombre d'entre eux. Le nombre moyen de jours de télétravail a été multiplié par 3 en juin 2020, passant de 0,4 à 1,2 jour par semaine. Le rythme d’utilisation des transports en commun a donc chuté et est devenu moins fréquent qu’avant la crise.
Il est estimé qu’il n’y aura pas d’impacts sur la manière de se déplacer et que les personnes utilisant au quotidien les transports en commun continueront à les utiliser comme ils le faisaient auparavant une fois la crise passée. D’autres enquêtes montrent pourtant que le vélo, par exemple, sera utilisé deux fois plus qu’auparavant.

#### Immobilier
Le marché de l’immobilier est considéré comme un service plutôt complexe. Il requiert une somme d’argent élevée et n’est pas facile en termes d’accès. L’échange concerne en effet des bien coûteux qui demandent une longue réflexion avant l’achat. C’est pourtant un secteur qui reste invincible face à la crise de la Covid-19. À partir de novembre 2020, les agents immobiliers ne pouvaient plus faire visiter les maisons sur place. Seuls les candidats pouvaient entrer dans le bien immobilier, et les propriétaires étaient obligés de rester à l’extérieur, et ce pendant 6 semaines jusqu’au 13 décembre. En même temps qu’une série d’autres services comme l’ensemble des métiers de contact, les agences immobilières ont pu rouvrir leurs portes le 13 février 2021.
Alors que la plupart des services souffrent de cette crise, l’immobilier voit ses chiffres augmenter de 11,2 % en moyenne entre le 1er mars 2020 et le 16 mars 2021. Ceci peut s’expliquer notamment par une demande croissante et une offre inférieure. Les acheteurs sont de plus en plus à la recherche d’espaces verts et de grands terrains, espaces que peuvent offrir la périphérie et le milieu rural. La province du Luxembourg possède d’ailleurs la plus grande augmentation d’activité (+25,7 %), particulièrement grâce à ses grands espaces verts.
Seule la région de Bruxelles a vu son activité immobilière diminuer (-6,2 %). Dans la capitale, ce sont plutôt les rez-de-chaussée qui sont fortement demandés.

#### Hôtellerie et la restauration
L'hôtellerie, elle aussi, tout comme la restauration a été affectée par la crise de la COVID-19. Les hébergements de type camping ou auberge de jeunesse ont dû fermer leurs portes à la suite des mesures prises par le gouvernement. Cependant, bien que les hôtels n’aient pas été obligés de fermer leurs portes, certains ont dû fermer par manque de clientèle. Avant la crise, l’hôtellerie représentait un échange relativement difficile mais avec un rythme d’utilisation beaucoup plus élevé qu’au cours de la crise actuelle, durant laquelle ce rythme a chuté, surtout dans les grandes villes. Les hôtels qui sont restés ouverts ont fait face à un gros manque de clientèle avec un taux d’occupation de seulement 10 %. Ce phénomène a été remarqué principalement dans la région bruxelloise et dans les grandes villes qui sont en temps normal dépendantes du tourisme international. Pourtant, certains hôtels en Ardenne ont connu un meilleur taux d’occupation que les hôtels dans la région Bruxelloise, étant donné qu’ils pouvaient compter sur le tourisme local. La restauration quand a elle peut être considérée comme un service facile d’accès et un échange fréquent. En effet, avant l’épidémie, les clients réservaient généralement le nombre de couverts souhaités, et étaient servis dans l’heure qui suit à leur table sur place. Avec l’arrivée de la crise de la Covid-19, les restaurants ont été contraints de fermer leurs portes mi-mars 2020, et sont devenus des services à échanges rares et complexes. Petit à petit, ces derniers se sont adaptés et ont mis en place les commandes à emporter ou à livrer directement chez le client, comprenant une distance maximale de livraison. En été 2020, le gouvernement a autorisé la réouverture de l’Horeca, avec un certain nombre de mesures de sécurité à respecter. Néanmoins, les restaurants ont été à nouveau contraints de fermer en octobre 2020 et le sont encore, un an après leur première fermeture. Certains restaurants ont dû s’adapter en réduisant leur carte par exemple, ou d’autres ont dû fermer leurs portes définitivement à cause d’un chiffre d’affaires trop bas que pour rester ouvert. Pour 2022, les restaurants s’attendent à une perte de chiffre d’affaires de -13%.

#### Logistique
Avant la crise mondiale, le secteur logistique avait des échanges difficiles mais fréquents. Au début de la crise des décisions ont été prises assez rapidement par le gouvernement belge, telles que la fermeture des frontières ou des commerces non-essentiels bloqué le secteur de la logistique, et rendu les échanges plus difficiles et moins fréquents. En effet, afin de réaliser ces échanges, le secteur a besoin de moyens de transport adaptés au transport de marchandises, des employés qualifiés pour gérer cette activité, ainsi que des espaces de stockage appropriés. Cependant, ce secteur est resté un enjeu important durant la pandémie car il a permis de maintenir l’approvisionnement en nourriture et en médicaments notamment. Le port d’Anvers est resté opérationnel durant la crise.
Tout le système de la logistique a également été touché car il fonctionne habituellement à flux tendus. Or, dans le contexte de la crise de la Covid-19, cette technique est plus difficilement applicable car elle nécessite certaines conditions. En effet, les flux tendus demandent d’avoir une capacité de production élevée, afin de produire les commandes à temps, ce qui n’a plus été possible car certaines chaînes de production ont dû être fortement ralenties, voire arrêtées, lors du confinement. Cela a été le cas notamment pour la marque de voiture Hyundai qui a dû stopper sa production au début de l’année 2020 par manque de pièces.

#### Éducation
La pandémie de la Covid-19 a fait subir aux systèmes éducatifs un choc sans précédent, bouleversant la vie des étudiants. La quasi-totalité des écoles et des lieux d'apprentissage en Belgique ont été concernés par une fermeture temporaire.
Premier constat, le taux de redoublants a fortement diminué entre les années 2019/2020 et 2020/2021, passant de 2,9 % à 2,5 % en primaire, et surtout de 13,2 % à 6,8 % dans le secondaire en Belgique. Les déclarations d'absence comptabilisées lors de la rentrée de septembre ont augmenté. En effet, 7 826 absences ont été comptabilisées cette année, contre 5 569 en 2019. Une des raisons principales de l’augmentation d’absences est le refus de certains parents de scolariser leurs enfants pendant que la Covid-19 circule encore. Les cours à distance et les fermetures des écoles sont les solutions les plus appliquées mais la qualité des enseignements est fortement perturbée.

### Suicides et dépression

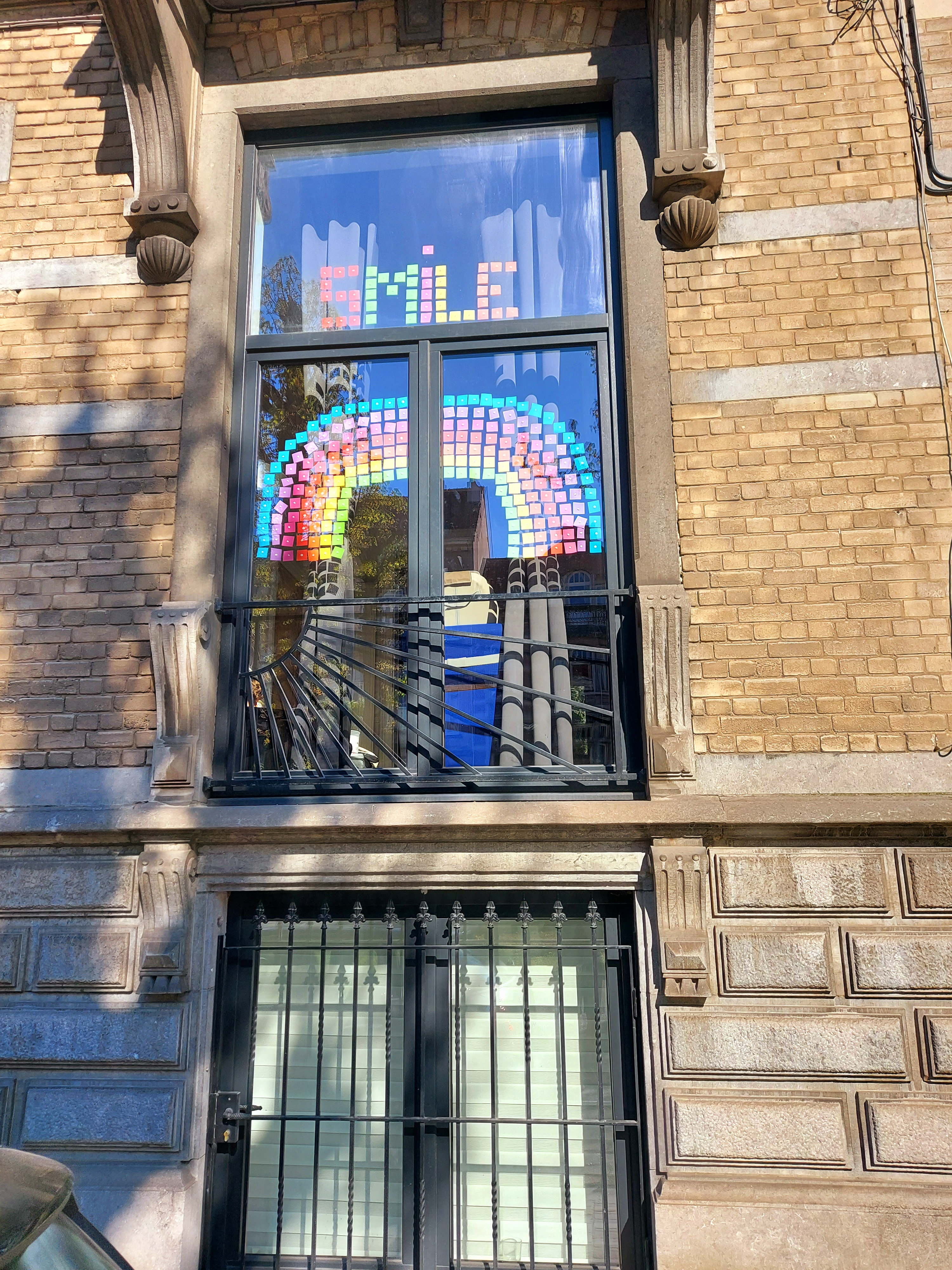
Message Smile (sourire) pour encourager les passants à rester optimiste durant l'incertitude de la crise sanitaire (photo prise le 5 avril 2020 à Bruxelles).

Selon des études sur des épidémies, le personnel hospitalier est à risque accru « de stress aigu, de la fatigue, de l’irritabilité et du détachement envers les autres ». Le risque de dépression à long terme est quant à lui 3 fois plus élevé chez le personnel soignant. Concernant le confinement, les personnes présentant un problème psychologique préalable sont plus à risque de manifester une souffrance mentale. L'inquiétude peut être augmentée si les informations fournies à la population sont jugées imprécises ou ne sont pas comprises : l'incertitude est source d’inquiétude. Mais, les plus touchés sont les patients souffrant de troubles psychiatriques qui n’ont plus les soins adéquats ainsi que les personnes qui présentaient déjà des troubles de l'anxiété, et pour qui la situation peut avoir pour conséquence d'accentuer leurs symptômes.
Concernant le nombre de décès durant la pandémie du covid-19, il n’y a pas eu que des décès dus au covid-19, on dénombre aussi les morts (par suicide) à cause du coronavirus. Certaines personnes ont mis fin à leur jour car elles ont tout perdu pendant la pandémie. Une augmentation des suicides est constatée. Le suicide est qualifié de "dégât collatéral du confinement". Une enquête estime que 8 % des adultes ont pensé au suicide. D'après le Centre de prévention du suicide, la santé mentale est particulièrement usée par la 2e vague. Des acteurs de la santé au travail évoquent chômage, dépression, suicide à propos des effets «dévastateurs» des confinements sur le monde du travail.
Les difficultés économiques se conjuguent parfois au desespoir: On craint faillites et suicides dans le milieu de la restauration à Arlon ; une jeune entrepreneure de 24 ans se donne la mort à la suite de la fermeture obligatoire de sa société,,. Criant son désespoir en tant qu’artiste, un disc-jockey menace de se suicider en direct sur Facebook. Un restaurateur de Liège se suicide à cause du coronavirus. Conjugués à d'autres problèmes, les soucis liés à la pandémie poussent certains à céder au desespoir.

### Mesures de prévention
La psychologue Isabelle Mayers affirme qu'il y a « l’anxiété liée au fait de tomber malade ou de contaminer des êtres chers », mais aussi les autres émotions liées au confinement et à l'inquiétude quant à l'avenir financier. Pour le chercheur sur la santé publique, Vincent Lorant, il y a un risque sur la santé mentale : « anxiété, troubles de l’humeur ou encore d’autres problèmes sociaux qui peuvent conduire à des problèmes psychiatriques » ainsi qu'un risque de violences intrafamiliales. La réduction des interactions sociales liée au confinement, favorise dans de nombreux cas, une détresse psychologique. Il conseille ainsi de garder une hygiène de vie chez soi : « allez dans le jardin, faites des activités physiques, bricolez, jouez de la musique… Mettez-vous en activité, et veillez les uns sur les autres ».
Le psychologue Xavier Noël formule quelques recommandations : il y a l'établissement des rituels de vie, se rassurer et rassurer ses proches, responsabiliser et laisser exprimer les émotions et les doutes au sujet des circonstances sanitaires. Et concernant les enfants, une information claire et adaptée est recommandée.
En cas de besoin, il est possible de joindre une ligne d'information, un psychologue ou un psychiatre. Des initiatives sociales pour soutenir et être soutenu sont créées, comme sur les réseaux sociaux.

## Groupe d’experts en charge de l’exit strategy
La Première ministre Sophie Wilmès annonce le 2 avril 2020 à la Chambre des représentants sa volonté de mettre en place un « groupe d’experts en charge de l’exit strategy » (GEES) qui réfléchira à la stratégie de sortie du confinement. Son objectif est d’élaborer une vision stratégique afin de guider la période de déconfinement.
Ce groupe d'experts est composé des personnalités suivantes :
1. Pr Erika Vlieghe, cheffe du Service des maladies infectieuses de l’hôpital universitaire d’Anvers (UZ Antwerpen) et présidente Du Gees ;
2. Pr Emmanuel André, porte-parole interfédéral (coronavirus), professeur de microbiologie clinique à la KU Leuven, médecin microbiologiste à l’hôpital universitaire de Louvain et responsable du laboratoire de référence sur les coronavirus (UZLeuven et KUL) ;
3. Mme Inge Bernaerts, juriste ;
4. Pr Mathias Dewatripont, professeur d’économie et co-directeur de l'Institut i3H à l’université libre de Bruxelles ;
5. Pr Marius Gilbert, maître de recherches FNRS à l’université libre de Bruxelles ;
6. Pr Niel Hens, biostatisticien à l'université d'Anvers et à l'université de Hasselt ;
7. Mme Céline Nieuwenhuys, secrétaire générale de la Fédération des services sociaux ;
8. M. Johnny Thijs, administrateur et président d’entreprises comme Electrabel, de Recticel et de Golazo ;
9. Pr Marc Van Ranst, virologue à la KU Leuven ;
10. M. Pierre Wunsch, gouverneur de la Banque nationale de Belgique.